# Albatrosovití
Albatrosovití (Diomedeidae) je čeleď velkých mořských ptáků z řádu trubkonosých. Albatrosi patří k největším ptákům schopným letu; rozpětí křídel u největších jedinců z rodu Diomedea (zejména albatrosů stěhovavých a albatrosů královských) dosahuje přes 3,5 m. Čeleď albatrosovitých se dělí do čtyř rodů, a sice Diomedea, Thalassarche, Phoebetria a Phoebastria. Všechny mají stejné české jméno albatros. BirdLife International a ACAP uznávají 22 druhů albatrosů, avšak lze se setkat s 13–24 rozeznávanými druhy.
Jedná se o statné ptáky se silnýma nohama se třemi prsty spojenými blánou po celé jejich délce. Nohy jsou vzhledem ke zbytku těla krátké, čímž způsobují nápadné kolébání během chůze. Opeření je dvoubarevné, a sice bílé a tmavé. Vzory zabarvení se liší podle druhu. Nejtmavší jsou zástupci rodu Phoebetria, jejichž peří je převážně černé. Velký zobák má prodlouženou horní čelist, která je zaháknutá za dolní čelist. Po stranách zobáku se nachází výrazné nozdry, do kterých ústí solné žlázy, jimiž albatrosi filtrují přebytečnou sůl z pozřené mořské vody. Z nozder vedou podélné kanálky až na konec zobáku, odkud často odkapává odfiltrovaná slaná voda. Barva zobáku spolu s barvou opeření patří ke klíčovým rozpoznávacím druhovým znakům na otevřeném moři. Albatrosi jsou vynikajícími letci a za svůj život dokážou naletět miliony kilometrů. Během létání takřka nemávají křídly a používají techniky známé jako dynamické plachtění a svahové létání. Energetický výdej během letu je blízký stavu odpočinku. Albatrosi disponují šlachou, která křídla „zamkne“ v roztažené pozici, takže k jejich udržení v horizontální poloze nepotřebují používat svaly. Živí se hlavně desetiramenatci (sépie,  krakatice) a rybami, jídelníček doplňují korýši a jinými hlavonožci. Potravu většinou sbírají z povrchu hladiny, avšak umí se i potápět.
Albatrosi tráví většinu života na moři a na souš zalétají jen za účelem hnízdění. 19 druhů se vyskytuje na jižní polokouli (Jižní, Tichý, Atlantský a Indický oceán), 3 druhy na polokouli severní (severní část Tichého oceánu). V severní části Atlantského oceánu se albatrosi nevyskytují, i když podle fosilních nálezů se tam v pozdním neogénu (před ~3 miliony lety) vyskytovali. Hnízdí v koloniích na neobydlených ostrovech obklopených širým oceánem. Velikost kolonie se pohybuje od několika desítek albatrosů po stovky tisíc hnízdících párů. Hnízdí jednou za rok nebo jednou za dva roky a samice vždy klade pouze jedno velké bílé vejce. Hnízda mají většinou kuželovitý tvar a jsou postavena z klestí, kapradin, hlíny a dalšího dostupného materiálu. Inkubace trvá nejčastěji 70–80 dní a sezení na vejci je sdíleno zhruba stejným dílem mezi samcem a samicí. Mláděti trvá cirka 8 měsíců, než se osamostatní. Po opuštění hnízda stráví mladí albatrosi první roky na moři a poté se vrací do mateřských kolonií, kde začnou s hledáním partnera. Hledání partnera probíhá pomocí ritualizovaných a velmi propracovaných zásnubních tanců, které patří k nejkomplexnějším v celé ptačí říši. Tance předvádí samci i samice po několik hnízdících období, než se z dvojice utvoří pár. Partnerské pouto trvá celý život.
Albatrosovití patří k nejohroženějším ptákům s významným poklesem populací v průběhu 20. a 21. století. Na vině je především komerční rybolov (zejména na dlouhé lovné šňůry a částečně i vlečnými sítěmi), při kterém albatrosi často umírají jako nechtěné vedlejší úlovky. Jsou citliví i na současnou klimatickou změnu a negativně je ovlivňuje i znečištění moří plasty. Některé populace ohrožují invazivní druhy živočichů jakou jako myši, krysy, potkani, a šelmy jako zdivočelé kočky a hranostajové. Albatrosi nemají vyvinuté přirozené reflexy na obranu před predátory a jsou doslova sežráni za živa. Nejzranitelnější jsou mláďata. Negativní dopady novodobých hrozeb se snaží odstranit nebo alespoň zmírnit mezinárodní Dohoda o ochraně albatrosů a buřňáků. Albatrosi jsou opředeni četnými pověstmi a mýty a vystupují v mnoha literárních dílech. Podle klasické námořnické legendy albatrosi nesou duše utonulých námořníků a jejich zabití přináší smůlu a neštěstí. Jedním z nejznámějších literárních děl věnovaných albatrosům je Píseň o starém námořníkovi (1798), ve které námořník bezdůvodně zabije albatrosa, a celá posádka lodi je za to potrestána tajemnými přírodními silami.

## Vědecká systematika

### Etymologie
České slovo albatros pochází z anglického albatross. Do anglického jazyka bylo slovo přejato z portugalštiny nebo španělštiny pod vlivem latinského výrazu albus (bílý). Lze se setkat se dvěma etymologickými kořeny slova, a sice že do angličtiny bylo slovo převzato ze španělského/portugalského výrazu alcatraz (v překladu „pelikán“ či „kormorán“), které je založeno na arabském al-ḡaṭṭās („orel mořský“ či „potápěč“). Druhou teorií je základ v portugalském alcatruz („vědro od vodního kola“), které je odvozeninou arabského al-qādūs („vodonosič“).

### Taxonomie
Prvním vědecky popsaným albatrosem se v roce 1758 stal albatros stěhovavý, jehož popis zpracoval švédský přírodovědec Carl Linné. Linné albatrosa zařadil do nově vytvořeného rodu Diomedea, nicméně spojoval ho s jinými nepříbuznými ptáky (do stejného rodu zařadil i tučňáka brýlového) a se samostatnou čeledí Diomedeidae, česky albatrosovití, přišel až anglický zoolog George Robert Gray v roce 1840.

Ilustrace albatrosa hnědého (1827–1838, John James Audubon)

Již od samých počátků taxonomie v polovině 18. století představovalo zařazení albatrosů problém. Bylo postupně popsáno nejméně 82 taxonů, které byly v průběhu doby z většiny buď prohlášeny za poddruh existujícího druhu, nebo za druh shodný s druhem již popsaným. V minulosti bylo totiž běžnou praxí, že „nové druhy“ živočichů se popisovaly na základě muzejních exemplářů. V případě albatrosů se jednalo o jedince odchycené na moři, avšak následkem obrovské plochy výskytu albatrosů (albatrosi v honbě za potravou běžně urazí stovky kilometrů denně i v době hnízdění) pracovníci muzea nemohli určit, ke které kolonii odchycený jedinec náležel. A tak se mnohokrát stalo, že se taxonomové dali zmást opeřením a velikostí juvenilních jedinců již popsaných druhů, které popsali jako nový druh.
Ve druhé polovině 20. století většinová vědecká obec respektovala rozdělení albatrosů do 14 druhů a dvou rodů (Phoebetria, jehož dva zástupci pro podobnost s buřňákovitými byli považování za „primitivní“ formu albatrosů, a Diomedea, kam byli zahrnuti všichni ostatní albatrosi). Vědecké debaty však rozvířil výzkum Garyho Nunna z Amerického přírodovědného muzea, který zkoumal DNA všech 14 tehdy rozeznávaných druhů. Nunn výsledky své práce publikoval v roce 1996; klíčový závěr byl, že v rámci albatrosů se nachází nikoliv dvě, ale čtyři jasné rodové linie, a sice Diomedea, Thalassarche, Phoebetria a Phoebastria. Tyto linie byly všeobecně akceptovány a běžně se používají.
Nunn a C. J. R. Robertson poté navázali další studií, ve které zohlednili i výzkumy morfologie albatrosů, a roku 1998 navrhli rozšířit počet rozeznávaných druhů ze 14 na 24. I když toto nové rozdělení bylo kritizováno pro slabou podporu ve vědeckých studiích, návrhu nového taxonomického rozdělení bylo z větší části dáno za pravdu. V následujících letech nastala široce diskutovaná taxonomická revize albatrosů. Na základě dalšího studia DNA všech 24 navržených taxonů bylo doporučeno počet snížit na 22 s tím, že pro vydělení albatrosa Bullerova subsp. platei a albatrosa jižního subsp. gibsoni do samostatných druhů neexistuje dostatek dat.
V letech 2009/2010 bylo těchto 22 druhů přijato klíčovými institucemi, jako je BirdLife International a ACAP. V rámci ACAP byla vytvořena taxonomická pracovní skupina, která si klade za cíl mj. „vytvořit transparentní, obhajitelný a vysoce konzultovaný proces pro uznávání taxonů albatrosů a ostatních trubkonosých“.
I když rozdělení albatrosů do čtyř rodů je široce akceptováno, ne všichni uznávají zmíněné rozdělení do 22 druhů. Např. John Penhallurick a Michael Wink v roce 2004 navrhli rozdělit albatrosovité pouze na 13 druhů (nicméně jejich výzkum byl později tvrdě kritizován) a Integrovaný taxonomický informační systém (ITIS) k roku 2020 rozeznává 21 druhů (ITIS nerozeznává albatrosa bělohlavého jako samostatný druh, ale jako poddruh albatrosa šelfového).

### Seznam druhů

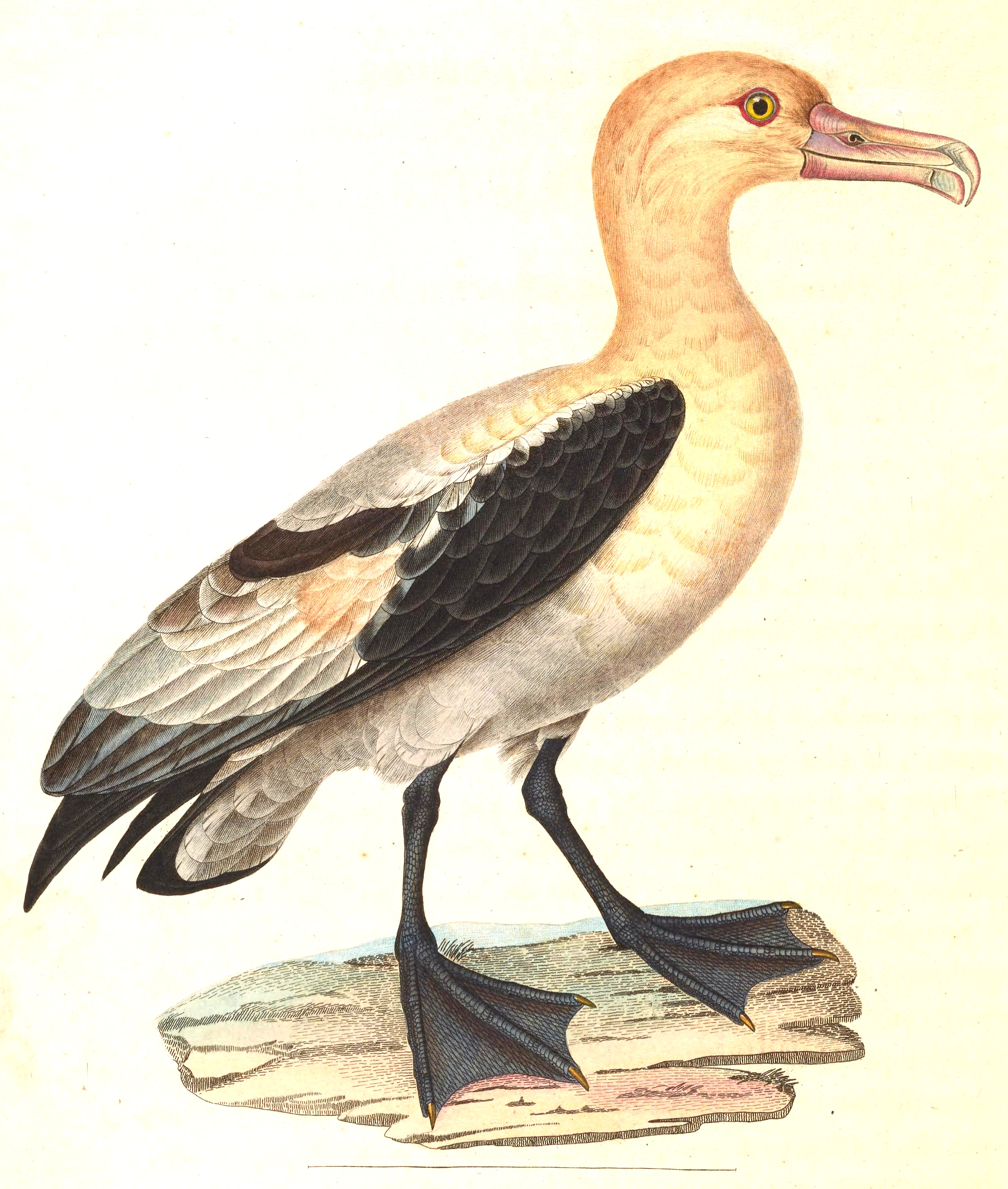
Albatros bělohřbetý na ilustraci z roku 1838

BirdLife International a ACAP rozeznávají následujících 22 druhů albatrosů:
- rod Diomedea Linnaeus, 1758
  - albatros amsterdamský (Diomedea amsterdamensis) Roux, et al., 1983
  - albatros jižní (Diomedea antipodensis) Robertson et Warham, 1992
  - albatros tristanský (Diomedea dabbenena) Mathews, 1929
  - albatros královský (Diomedea epomophora) Lesson, 1825
  - albatros stěhovavý (Diomedea exulans) Linnaeus, 1758
  - albatros Sanfordův (Diomedea sanfordi) Murphy, 1917
- rod Phoebastria Reichenbach, 1853
  - albatros bělohřbetý (Phoebastria albatrus) (Pallas, 1769)
  - albatros laysanský ( Phoebastria immutabilis) (Rothschild, 1893)
  - albatros galapážský (Phoebastria irrorata) Salvin, 1883
  - albatros černonohý (Phoebastria nigripes) (Audubon, 1839)
- rod Phoebetria Reichenbach, 1853
  - albatros hnědý (Phoebetria fusca) (Hilsenberg, 1822)
  - albatros světlohřbetý (Phoebetria palpebrata) (Forster, 1785)
- rod Thalassarche Reichenbach, 1853
  - albatros Bullerův (Thalassarche bulleri) (Rothschild, 1893)
  - albatros Carterův (Thalassarche carteri) (Rothschild, 1903)
  - albatros šelfový (Thalassarche cauta) (Gould, 1841)
  - albatros pestrozobý (Thalassarche chlororhynchos) (J. F. Gmelin, 1789)
  - albatros šedohlavý (Thalassarche chrysostoma) (Forster, 1785)
  - albatros chathamský (Thalassarche eremita) (Murphy, 1930)
  - albatros campbellský (Thalassarche impavida) (Mathews, 1912)
  - albatros černobrvý (Thalassarche melanophris) (Temminck, 1828)
  - albatros snarský (Thalassarche salvini) (Rothschild, 1893)
  - albatros bělohlavý (Thalassarche steadi) Falla, 1933

### Evoluční vývoj a fylogeneze
Pozice albatrosovitých v řádu trubkonosých podle Heinera Kuhla a kol. (2021)
|  | Oceanitidae – buřníčkovití                                                                   |
|  |                                                                                              |
|  | \| \| Hydrobatidae – buřňáčkovití \| \| \| \| \| \| Procellariidae – buřňákovití \| \| \| \| |
|  |                                                                                              |
|  | Hydrobatidae – buřňáčkovití                                                                  |
|  |                                                                                              |
|  | Procellariidae – buřňákovití                                                                 |
|  |                                                                                              |

|  | Hydrobatidae – buřňáčkovití  |
|  |                              |
|  | Procellariidae – buřňákovití |
|  |                              |

|  | Oceanitidae – buřníčkovití                                                                   |
|  |                                                                                              |
|  | \| \| Hydrobatidae – buřňáčkovití \| \| \| \| \| \| Procellariidae – buřňákovití \| \| \| \| |
|  |                                                                                              |
|  | Hydrobatidae – buřňáčkovití                                                                  |
|  |                                                                                              |
|  | Procellariidae – buřňákovití                                                                 |
|  |                                                                                              |

|  | Hydrobatidae – buřňáčkovití  |
|  |                              |
|  | Procellariidae – buřňákovití |
|  |                              |

Fosilní nálezy jsou natolik roztroušené a neúplné, že otázka evolučního vývoje albatrosů dosud nebyla dostatečně objasněna. Nejstarší fosilní nálezy ptáků, které by se daly zařadit mezi albatrosovité a šlo by je tak považovat za přímé předky dnešních albatrosů, pochází z období oligocénu (před ~34–23 miliony let). Tito ptáci byli mnohem menší než dnešní albatrosi. Miocenních nálezů je podstatně více než oligocenních a podle velkého množství pliocenních fosilií se zdá, že albatrosi v té době byli již globálně rozšíření.
Otázka, zda albatrosi pochází z jižní nebo severní polokoule, také nebyla objasněna. Jelikož na severní polokouli bylo nalezeno nepoměrně větší množství fosilních nálezů albatrosů než na polokouli jižní, australský ornitolog Terence Lindsey to považuje za důkaz, že albatrosi se nejdříve vyskytovali na severní polokouli a teprve odtud se rozšířili na polokouli jižní. Nicméně anglický ornitolog Carles Carboneras tvrdí přesný opak, a sice že albatrosi pochází původně z jižní polokoule a teprve později se rozšířili na sever. Carboneras argumentuje tím, že na jižní polokouli je nepoměrně větší množství albatrosů.
Albatrosovití představují bazální skupinu trubkonosých. K trubkonosým se vedle albatrosovitých řadí čeledi Oceanitidae (buřníčkovití), Hydrobatidae (buřňáčkovití) a Procellariidae (buřňákovití). Všichni tito mořští ptáci sdílejí některé specifické morfologické rysy, jako jsou trubkovité nozdry, solné žlázy ústící do nosních dírek, zobák složený ze 7–9 rohovitých destiček a tvorbu žaludečního oleje.
I když přesné fylogenetické vztahy mezi jednotlivými druhy albatrosů zůstávají stále nevyjasněny, vědecká obec se shoduje na tom, že Phoebastria a Diomedea jsou úzce příbuzní a původně představovali jednu linii, a Thalassarche a Phoebetria pro svou úzkou příbuznost představují linii druhou.

## Popis
Albatrosi jsou mohutní ptáci. Největší zástupce představují albatros stěhovavý a albatros královský, jejichž rozpětí křídel může přesáhnout 3,5 m a délka činí až 120 cm. Jejich váha může dosahovat až 12 kg. Tyto rozměry z nich činí jedny z nejtěžších ptáků schopných letu a ptáky s jedním z největších rozpětí křídel. Otázka, zda je albatros stěhovavý větší než albatros královský, je problematická a v odborné literatuře se lze setkat s různými názory. Jak totiž upozorňuje ornitolog Kaj Ejvind Westerskov, v případě dvou více či méně stejně velkých ptáků bude konečné měření ovlivňovat velikost vzorku, technika měření, stáří ptáků nebo jejich pohlaví. Na konečný rozměr bude mít vliv i lidský faktor nebo to, z jaké kolonie vzorek pochází. Ostatní albatrosi jsou menší a jeden z vůbec nejmenších albatrosů, albatros Carterův, má délku okolo 75 cm, rozpětí křídel kolem 2 m a jeho váha se pohybuje kolem 1,8–2,9 kg.
Vzhledem k tělu mívají albatrosi mohutný zobák, velkou hlavu a silný krk. Horní čelist je delší a přes spodní je hákovitě zahnutá. Tvar a mohutnost zobáku odráží potřebu zachytit kořist z povrchu mořské hladiny během letu. Barvy zobáků se liší v závislosti na druhu; někdy je tmavý či růžový po celé délce, jindy má výrazné sytě oranžové či žluté pruhování. Albatrosi svůj zobák hojně využívají i během svatebních námluv a sociální komunikace. Jeho tvar a zbarvení spolu se zbarvením peří na hlavě a na křídlech představují klíčové vnější rozpoznávací znaky ptáků v terénu. Stejně jako u ostatních trubkonosých mají albatrosi na zobáku vystouplé trubkovité nozdry, které jsou spojovány s výborným čichem ptáků. Nad očima se nachází solné žlázy filtrující přebytečnou sůl z vody, kterou albatrosi často polykají společně s kořistí. Tato slaná voda je odváděna pomocí kanálků podél zobáku až na jeho konec, kde lze často spatřit odkapávající odfiltrovanou vodu.
Nohy jsou krátké a silné. Tato kombinace způsobuje, že se albatrosi při chůzi na souši nápadně kolébají ze strany na stranu. Tento nezvyklý kolébavý pohyb je pro albatrosy natolik typický, že albatros galapážský převzal přehnanou formu kolébavého pohybu do svého repertoáru póz pro svatební námluvy. Albatrosi mívají tři prsty, které jsou spojené silnou plovací blánou po celé jejich délce. Tato tlustá blána jim pomáhá v pohybu po oceánské hladině, která je v místech výskytu albatrosů jen málokdy klidná a bez vln.
Zbarvení peří se pohybuje od sněhově bílého s občasnými černými skvrnami na křídlech či hlavě (za „nejbělejšího“ z albatrosů je považován albatros královský) až po výrazně tmavé opeření s pouze občasnými náznaky šedé či bílé (zejména albatros hnědý a světlohřbetý).
Ocas bývá krátký a tvoří jej kolem 12 per. Pohlavní dimorfismus je nevýrazný. Samci bývají v průměru těžší než samice, ale v terénu je to těžké rozeznat. Juvenilní jedinci mívají odlišně zbarvené opeření a dospělé opeření získávají až po několika letech.

## Ekologie

### Životní cyklus

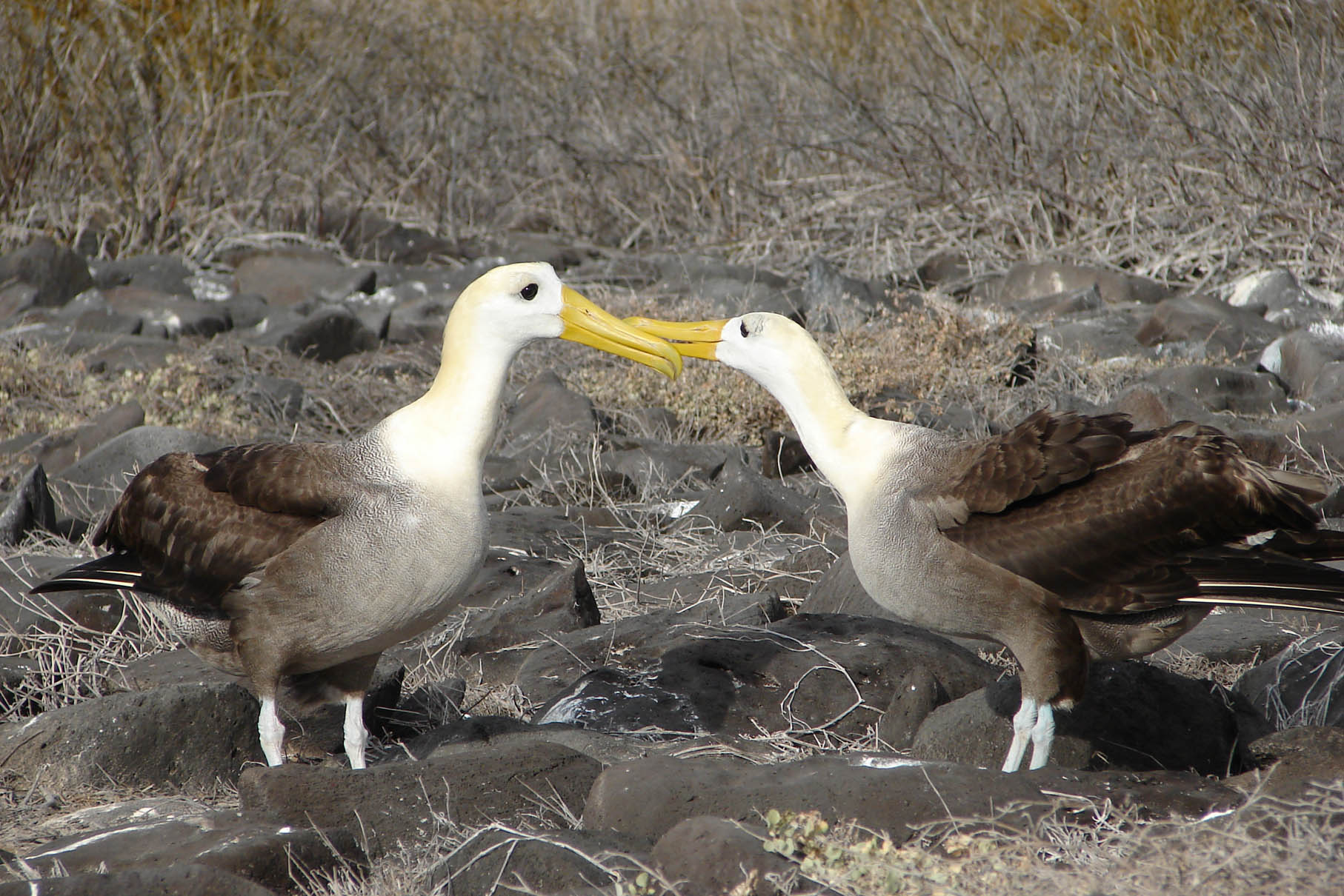
Albatrosi galapážští při námluvách

#### Námluvy
Albatrosi jsou monogamní ptáci, kteří zůstávají s jedním parterem po celý život. K „rozvodům“ dochází pouze výjimečně, a to typicky pouze po několika neúspěšných pokusech o vyvedení mláďat. Pokud jeden z partnerů zemře, zbylý partner se pokusí najít nového partnera. K hledání prvního partnera dochází několik let poté, co se albatrosi osamostatnili na rodičích a strávili několik let na moři. Ptáci se vrací do své mateřské kolonie, kde začnou nacvičovat a předvádět zásnubní tance. Tyto vysoce ritualizované tance, které zahrnují kombinaci zvukových a vizuálních póz, představují jedny z nejpropracovanějších a nejkomplexnějších zásnubních tanců z celé ptačí říše.
První hnízdní období (resp. zatímco zavedené páry v kolonii hnízdí, juvenilní jedinci se věnují zásnubním tancům) mladí albatrosi tyto tance nejdříve nacvičují s mnoha různými partnery a teprve postupně během několika následujících hnízdních období se velmi pozvolnou selekcí utvoří pevné páry, které spolu stráví zbytek života. Od vylíhnutí po první hnízdění může uplynout 10–15 let, i když většinou dochází k prvnímu hnízdění o něco dříve. Zásnubní tance se táhnou několik po sobě následujících hnízdících období a jsou natolik provázané, že bylo navrženo, aby jejich délka byla stanovena na 3–4 roky, protože to je typické časové období mezi prvním tancem a kopulací.
Na počátku hnízdního období do kolonie albatrosů nejdříve dorazí zkušení spárovaní samci. Ti většinou bez větších problémů okamžitě zaberou svá loňská teritoria a začnou stavět nová hnízda, často na troskách toho starého. Noví samci, kteří si přichází teprve hledat samice, se shlukují do neforemných skupin o několika jedincích a potulují se po kolonii bez vážnějších snah o založení teritorií. Když zhruba po týdnu od příletu samců dorazí první nezadané samice, obklopí je skupiny nezkušených samců, kteří začnou předvádět své zásnubní pózy.
Tyto pózy jsou u různých druhů více či méně odlišné. Např. u albatrosů stěhovavých mohou vypadat následovně: samci před samicemi našpulují své hrudi, staví se na špičky, natahují jedno či obě křídla, napínají a roztahují svůj ocas, vydávají kňučivé zvuky a občas se dotýkají samice zobáky, načež samice většinou reaguje vlídnými gesty. K dalším zásnubním pózám patří vzájemné čištění peří na hrudi, čištění vlastního peří pod křídly a na hrudi, natahování krku, úkrčné pózy, dotýkání se zobáky, rychlé cvakání zobáků, vykrucování krku, natahování krku k nebi, roztahování křídel, uklánění, třepání hlavami, samci předvádí stavění hnízda a podobně. Tato gesta jsou doprovázena četnými zvukovými projevy jako je vrčení, ňafání (vydávání nízko položených zvuků podobných štěkání) a vysoko položený zpěv. Albatrosi mívají pro své zásnubní tance vyhrazeno zvláštní místo v rámci kolonie (jakýsi „taneční plac“), kde se nezadaní jedinci shlukují, aby se věnovali svým zásnubním rituálům. Úplnou sérii tanců předvádí pouze nezadaní jedinci; u zkušených párů dochází pouze k individuálním gestům náklonnosti.
U albatrosů stěhovavých bylo v době námluv identifikováno přes 20 různých vizuálních póz a kolem 9 typických zvukových projevů. Tyto pózy jsou víceméně porovnatelné s jinými druhy napříč čeledí, nicméně každý druhový zástupce albatrosů je v množství či sekvenci póz jedinečný a rozdíly jsou i v rámci jednotlivých kolonií. Z výzkumu sekvencí u albatrosů stěhovavých vyplynulo, že určité pózy jsou spolu úzce provázány, tzn. při předvádění některých póz je vysoce pravděpodobné, jaká další póza bude následovat.
Albatrosi rodu Phoebetria navíc přidávají zcela novou kategorii namlouvacího chování, a sice zásnubní lety, které jsou v rámci albatrosů výjimečné. V době námluv samice a samec létají kolem kolonie s těly těsne vedle sebe za tichého synchronního střídání úhlu křídel k tělu i směru plachtění. Zvláštní důraz je kladen na rozlet a přistání. Společným letem jsou typicky završeny námluvy na zemi, kdy se nejdříve rozletí samice a samec ji následuje. Svatební lety zástupců rodu Phoebetria mají patrně souvislost s habitatem jejich hnízdišť, která se nalézají na skalních plošinkách a výčnělcích vertikálních skalisek.
Zásnubní tance albatrosů jsou unikátní v mnoha směrech. Jedním z nich je to, že i když je spletité ritualizované chování známé i u některých sociálních savců, tito živočichové mají zritualizované i další situace. U albatrosů to jsou však pouze zásnubní tance, které nabývají rituální podoby. Další unikátností je účast samice. Na rozdíl od některých jiných ptačích druhů (např. rajkovitých), má samice během zásnub hluboce kolaborativní úlohu a její participace je víceméně stejně velká jako u samce.

#### Hnízdění

##### Hnízda a kolonie

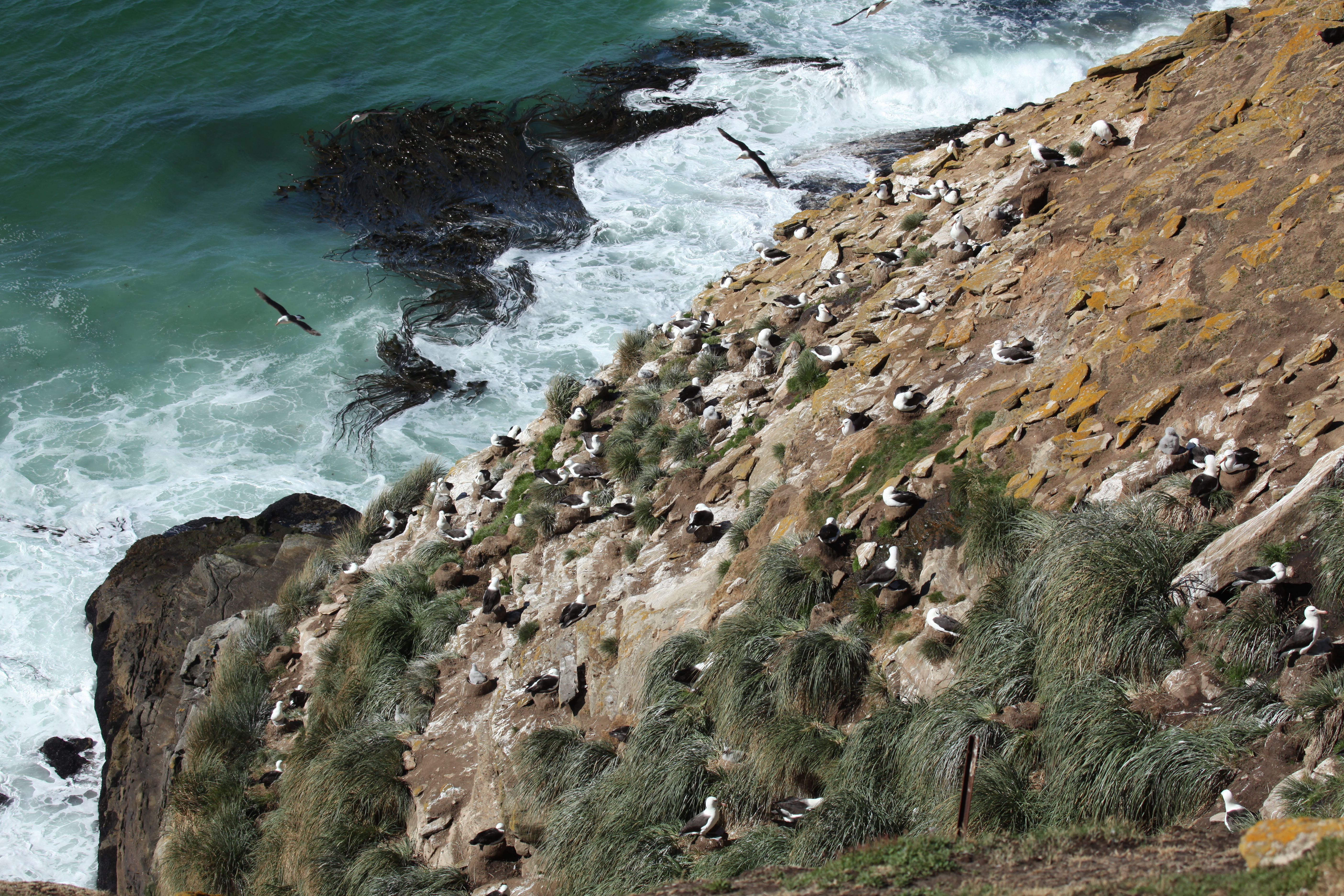
Kolonie albatrosů černobrvých

Albatrosi hnízdí v koloniích. Kolonie typicky čítají stovky až tisíce jedinců, avšak mohou mít i pouze několik hnízdících párů. Naproti tomu největší kolonie albatrosů se nachází na Falklandách, kde podle dat z roku 2010 hnízdí 475–535 tisíc párů albatrosů černobrvých.
K počátku hnízdění dochází na začátku jara. Do kolonie nejdříve dorazí samci, kteří začnou se zakládáním teritorií a hnízd. Velikost teritorií albatrosů se může znatelně lišit a je spíše navázána na dostupnost prostoru než jeho nezbytnou potřebu. Ve velkých koloniích na Falklandách či na Havajských ostrovech jsou hnízda od sebe vzdálena kolem jednoho metru, v menších koloniích s dostatkem hnízdního habitatu udržují hnízda vzájemnou vzdálenost 50 m i více. Obecně se dá přitom říci, že největší albatrosi z rodu Diomedea potřebují nejvíce prostoru z důvodů ohromného rozpětí křídel. Dá se také shrnout, že hnízda albatrosů se nachází v rozmezí očního kontaktu, tzn. inkubující albatros dohlédne na některé své sousedy. Výjimky představují albatrosi galapážští, kteří hnízdí ve velmi husté vegetaci. V porovnání s ostatními mořskými ptáky albatrosi nejsou příliš sociální a v rámci kolonie mezi nimi dochází jen k minimální interakci. Výjimku tvoří počátek hnízdního období, kdy dochází k potyčkám o teritoria, které albatrosi brání svými zobáky. Během obrany teritorií občas předvádí i výhružné pózy.

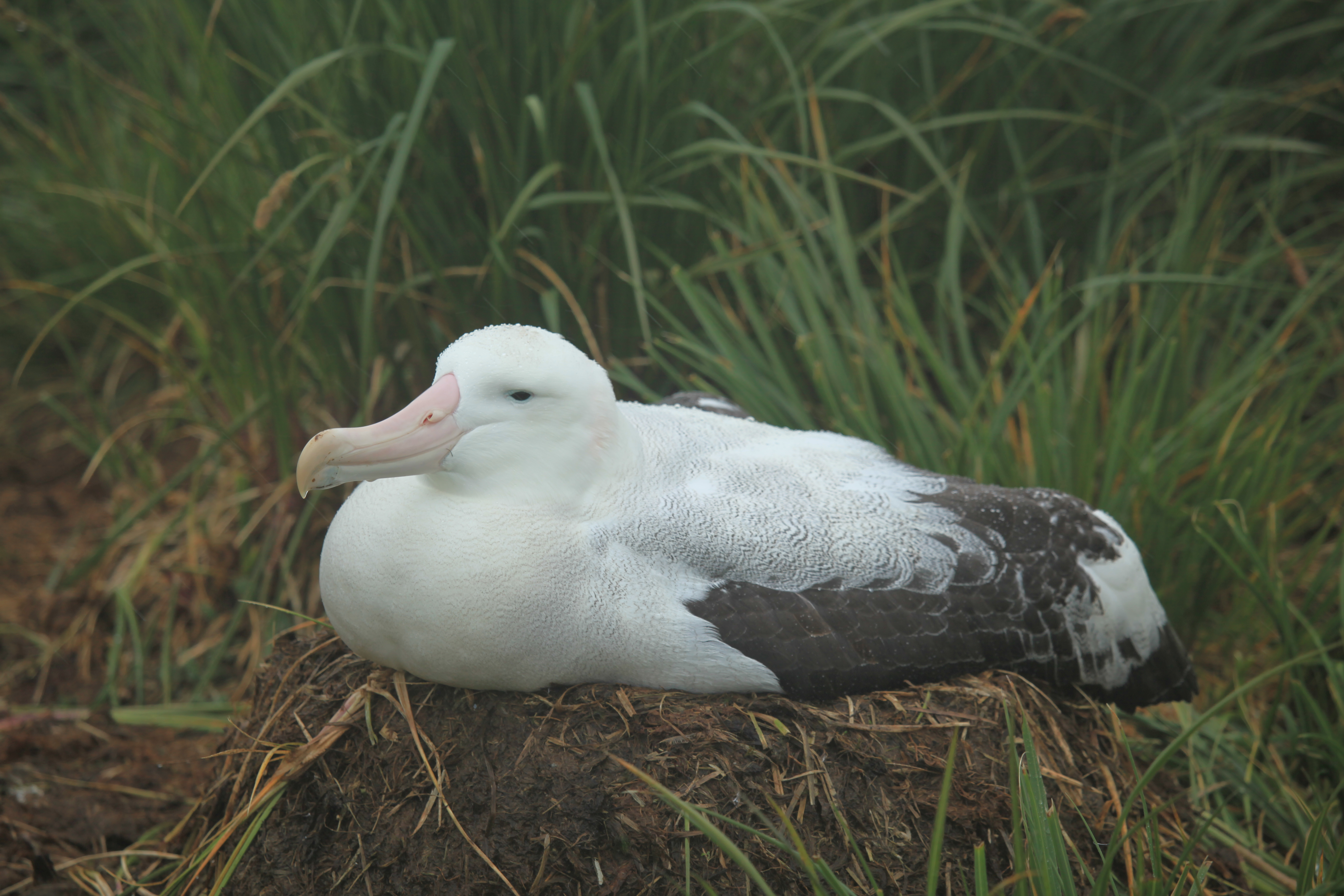
Typické albatrosí hnízdo představuje kuželovitý nános větviček, trávy a kapradí (zde inkubující albatros stěhovavý)

Hnízda se nachází buďto přímo v husté vegetaci, nebo si albatrosi staví hnízdo kuželovitého tvaru a výšce několika desítek centimetrů na trávě nebo holé půdě pod otevřeným nebem. Občas jsou využity skalnatá pobřeží s kamenitými plážemi (albatros šelfový, albatros stěhovavý) nebo písčité pláže (albatros černonohý). Materiály na stavbu hnízda zahrnují hlínu, trávu, kapradiny a větvičky, avšak albatrosi využijí i jakékoliv jiné dostupné materiály. I když samec většinou stihne dokončit stavbu hnízda před příchodem samice, hnízdo je v průběhu hnízdění neustále upravováno a doděláváno oběma pohlavími. K nálezu hnízda v rámci kolonie používají albatrosi kromě zraku i dobře vyvinutý čich.
Albatrosi tíhnou k filopatrii, tzn. staví si hnízda na tomtéž místě každý rok. Pokud se kolonie jednoho druhu nachází v blízkosti kolonie jiného druhu (poměrně běžně se stává, že na jednom ostrově hnízdí větší počet druhů), albatrosi se nemísí a zůstávají převážně ve své kolonii. Najdou se však výjimky jako albatrosi šedohlaví a albatrosi černobrví, kteří občas hnízdí pospolu, nebo albatrosi černonozí, kteří se občas mísí s albatrosy laysanskými. Kolonie se vyznačují vysokou mírou synchronicity: drtivá většina hnízd je stavěna ve stejnou dobu, vejce jsou kladena a inkubovaná v podobný čas a dokonce i mláďata se rodí víceméně současně.

##### Vejce a inkubace

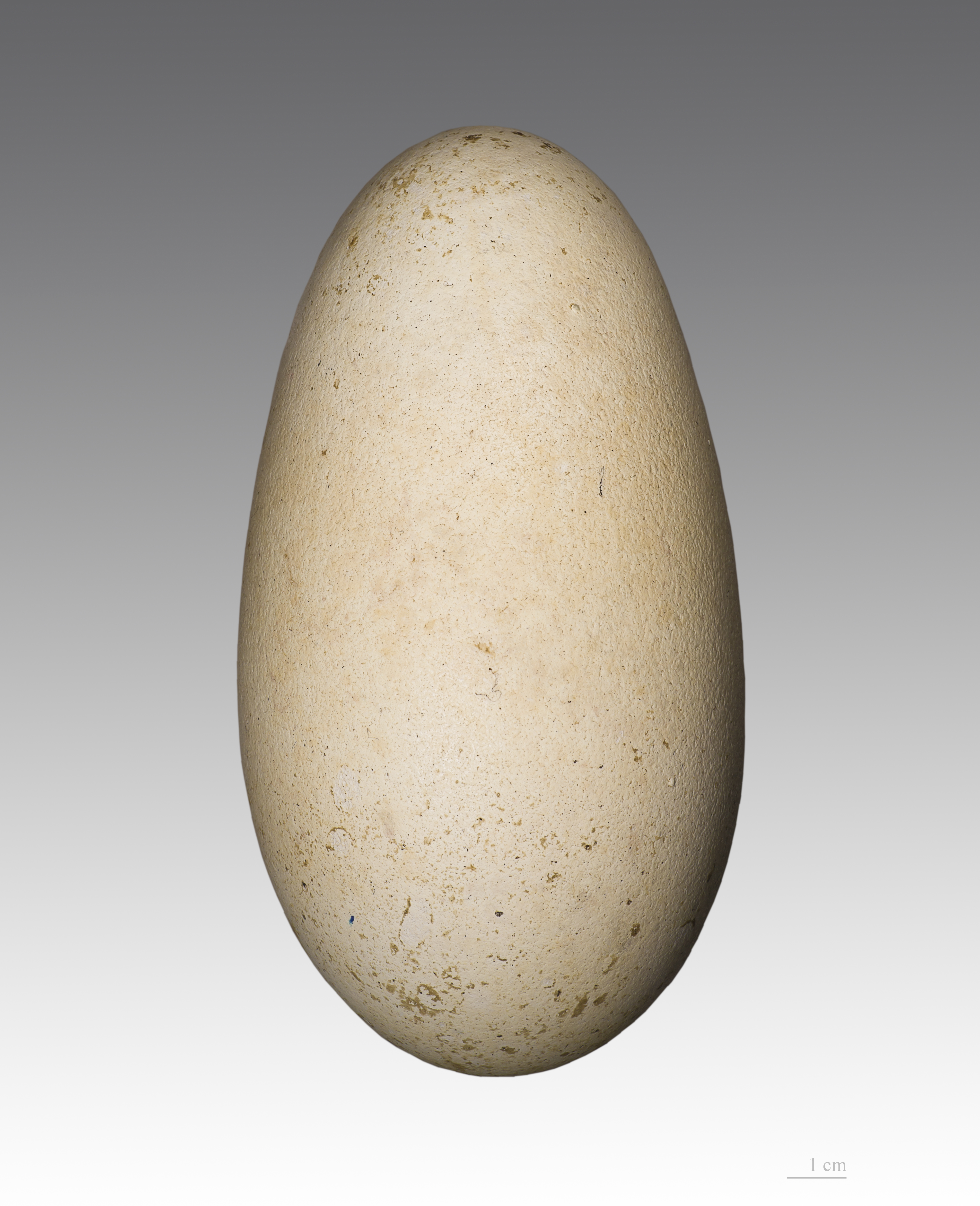
Vejce albatrosa stěhovavého s patrnými červeno-hnědými flíčky

Zhruba týden po příletu samců dorazí samice. Po krátkém přivítání dojde ke kopulaci. Pár zůstane na hnízdním stanovišti pouze jeden či dva dny; veškerá kopulace nastává během tohoto krátkého období. Poté se oba albatrosi rozletí nad moře, aby se vykrmili. Zatímco samice potřebuje nabrat energii na tvorbu vejce, samec se vykrmuje, aby se připravil na inkubaci. Délka strávená na moři se liší podle druhu, např. albatrosu černobrvému stačí 10 dní, avšak albatrosu stěhovavému trvá krmení a tvorba vejce až 40 dní. Albatrosi se potkají zpět na hnízdě cca 2 dny před kladením vejce.
Stejně jako ostatní trubkonosí, samice albatrosovitých kladou pouze jedno vejce. Ke kladení dochází jednou za rok nebo jednou za dva roky. Vejce bývá oválného tvaru. Jeho barva bývá bílá, občas s jemnými červenohnědými flíčky či většími skvrnami. Velikost a váha  je závislá na velikosti druhu albatrosa. Zatímco u mohutného albatrosa královského mívá vejce rozměry c. 126×78 mm a jeho váha se pohybuje kolem 205–487 g, u mnohem menšího albatrosa pestrozobého mívá vejce rozměry c. 95×60 mm a váhu kolem 210 g. Obecně platí, že váha vejce představuje 6–10 % váhy samice a čím větší samice, tím větší vejce (to platí i v rámci stejného druhu), a čím starší samice, tím větší vejce.
V sezení na hnízdě se střídají samec i samice, oba více či méně stejným dílem. Pár se střídá typicky v týdenních až dvoutýdenních intervalech. První inkubace náleží samici, avšak bývá velmi krátká, od několika minut do několika hodin. Poté inkubaci převezme samec. Tato první „inkubační směna“ samce trvá 10–15 dní, což umožní samici dostatečný prostor po krmení a dohnání energetických ztrát. Po krmení přiletí zpět k hnízdu a vystřídá samce v sezení na vejci. Pár takto absolvuje cirka 10–40 střídání (tzn. 5–20 „směn“ na každého). Délka inkubační doby se liší v závislosti na druhu, obecně trvá nejčastěji 70–80 dní s odchylkami několika dní. Např. u albatrosa Sanfordova trvá inkubace extrémně dlouhou dobu, a sice 81 dní, zatímco menšímu albatrosu galapážskému trvá inkubace „jen“ kolem 65 dní.
Během inkubace albatrosi sedí na vejci nepřetržitě. Nepijí ani nejí a energetický příjem získávají výhradně ze svých tukových zásob. Např. samec albatrosa stěhovavého ztrácí během inkubace kolem 85 g denně, avšak během krmení na moři dokáže nabrat v průměru kolem 135 g za den. Samice ztrácí takřka totožnou váhu (v průměru 80 g denně), nicméně během krmení nabírá v průměru pouze 75 g denně, takže zatímco samec během inkubační doby postupně nabírá na váze, samice mírně ztrácí. Pokud albatros přestane inkubovat, vývoj vejce se zastaví a dochází k odumření plodu. Nicméně doba, po kterou rodič nesedí na vejcích a plod stále může přežít, je poměrně dlouhá a např. u albatrosa galapážského představuje až 6 dní. Ten ovšem může představovat výjimku, protože albatrosi galapážští svá vejce během inkubace přesouvají a mládě se může vylíhnout až 40 m od místa, kde bylo vejce nakladeno. Důvody těchto přesunů jsou stále neznámé.

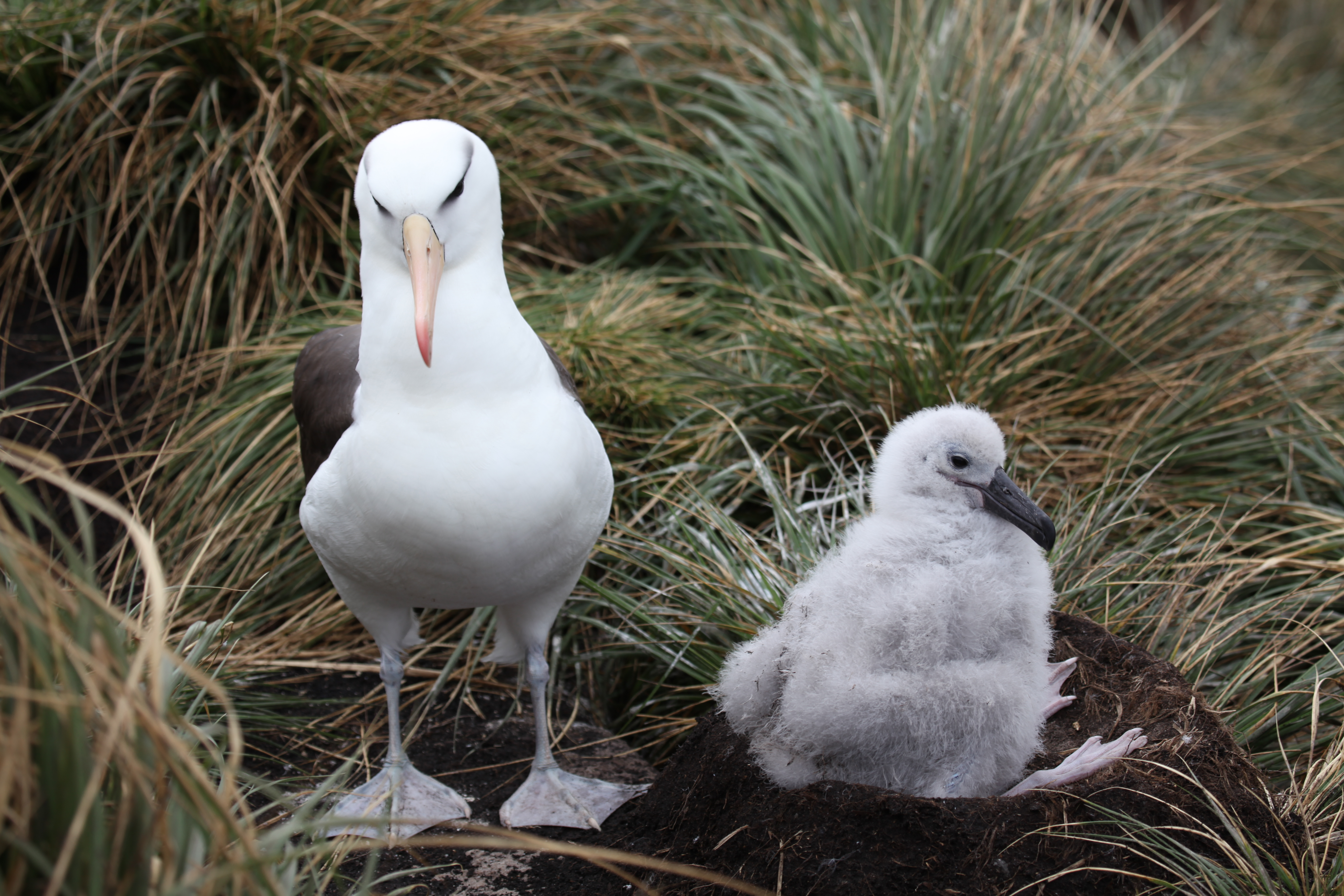
Albatros černobrvý s mládětem na Falklandách

Pokud se stane, že se albatros z jakéhokoliv důvodu nevrátí k hnízdu a nepřijde vystřídat svého partnera (typicky z důvodu zranění nebo smrti), zbylý partner sedí na vejci, dokud mu zbývají energetické zásoby, avšak nakonec dojde k opuštění hnízda. Tato doba může být extrémně dlouhá. U albatrosa stěhovavého byla zaznamenána samice, která seděla na vejci 20 dní, než ho opustila. Je znám případ samice albatrosa laysanského, která čekala na svého partnera 50 dní, než se rozhodla k opuštění hnízda.

##### Výchova mláďat
Albatrosímu mláděti zabere několik dní, než se proklube z vejce. Rodiče mu přitom nepomáhají a je čistě na něm, aby se z tuhé skořápky dostalo. Mláďata jsou po vyklubání pokryta sněhově bílým peřím. V prvních dvou týdnech  ještě neumí regulovat vlastní teplotu, a tak je rodiče zahřívají mezi nohama. Po dvou týdnech se jejich termoregulační schopnosti začnou zlepšovat a pomalu se stávají nezávislými na teple poskytovaném rodiči. V prvních týdnech je mládě náchylné na predaci (zejména ze strany chaluh), a tak je rodiče nepřetržitě střeží a v případě nepřízně počasí je nadále chovají v mezinoží. Po 4–6 týdnech se mláďata stávají samostatnější a rodiče je začnou nechávat o samotě, zatímco odlétají shánět potravu na moře.

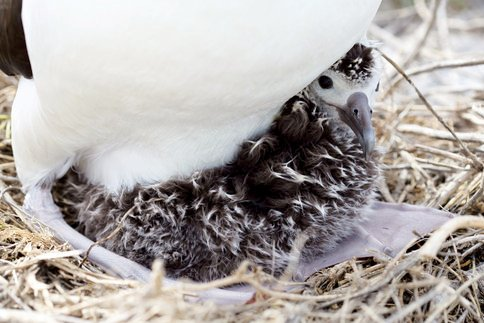
Albatrosům v prvních dvou týdnech po narození pomáhají s termoregulací rodiče (zde albatros laysanský)

Mláďata po narození váží několik set gramů, např. mláďata albatrosa stěhovavého váží kolem 400 g. První týden se krmí jen sporadicky, avšak v následujících týdnech se začnou krmit čím dál tím více a po cca 8 měsících, kdy dochází k osamostatnění mláďat, váží podstatně více než rodiče (může se jednat až o několik kilogramů). Mláďata jsou krmena částečně natrávenou potravou vyvrženou z volete spolu se žaludečními oleji, které jsou zvláště výživné. Albatrosi nechávají svá mláďata osamocená až na 2 týdny, takže mláďata mohou mít mezi jednotlivými jídly dlouhé prostoje. Albatrosi jsou poměrně unikátní v tom, že kromě shánění jídla neposkytují svým mláďatům v podstatě žádnou jinou podporu. Mláďata viditelně ničemu neučí ani je jinak nevzdělávají a role rodičů je omezena na inkubaci, počáteční zahřívání a shánění jídla.
V prvních měsících života tráví mláďata veškerý čas na svém hnízdě, avšak kolem 2 měsíců před osamostatněním se začnou procházet v okolí hnízda a časem i kolonie. Občas se socializují s ostatními mláďaty a zkoušejí různé aktivity jako je třepotání křídel či stavění hnízda. Jak se blíží čas jejich prvního letu, mláďata čím dál tím častěji roztahují svá křídla proti větru a nacvičují svůj první rozlet. Jakmile se jednoho dne rozletí, jejich první let je často poněkud nemotorný a mláďata skončí na vodě poblíž břehu, kde je snadnější přistát než na pevnině. Dřív nebo později se však naplno rozletí na širé moře.

#### Život na moři
Po osamostatnění stráví albatrosi dalších 3–8 let na otevřeném moři, načež se vrátí do své mateřské kolonie a započnou s hledáním partnera. Přesná délka strávená na moři se liší podle druhu, kolonie i jedince a jsou známy i výjimečné případy, kdy albatrosi byli na otevřeném moři 20 let. Na otevřeném moři stráví v průměru kolem 70 % života.
Albatrosi jsou známí svou dlouhověkostí. Běžně se dožívají několika desítek let. Nejstarším známým albatrosem je samice albatrosa laysanského jménem Wisdom, jejíž odhadované datum narození je 1951; samice v roce 2020 měla tedy 69 let. Wisdom představuje nejstaršího okroužkovaného ptáka na světě a zároveň nejstaršího vědecky potvrzeného ptáka v divoké přírodě. Albatrosice nakladla za svůj život kolem 40 vajec, mj. i v roce 2020.

### Let

#### Principy letu
Albatrosi představují jedny z největších ptáků schopných letu. Jejich techniky létání spolu s technikami příbuzných buřňáků, kteří využívají prakticky stejné principy, byly a stále jsou předmětem mnoha studií, které využívají přímá pozorování, matematické modely i počítačové simulace.
Principy letu albatrosů představují dvě základní techniky, a sice svahové létání a dynamické plachtění (dravci využívají hlavně termické a statické plachtění). Zatímco principy svahového létání jim pomáhají nabrat výšku při rozletu ze země nebo v blízkosti oceánských vln, zvládnutí technik dynamického plachtění jim umožňuje překonávat extrémně dlouhé vzdálenosti. Princip dynamického plachtění spočívá v opakovaném překročení hranic vzduchových hmot o rozdílných rychlostech (typicky se jedná o rozdíl mezi větrem těsně u hladiny a několik metrů nad ní). Ve větší výšce získají kinetickou energii na silnějších větrech a vrací se zpět klouzavým pohybem v mírnějším protivětru u hladiny, případně využijí i závětří v brázdě mezi vlnami. S každým takovým cyklem se přebytek jejich kinetické energie zvyšuje, což pak využívají k postupnému bočnímu pohybu směrem k cíli, a to i částečně proti větru a bez potřeby mávání křídly. Tyto techniky získávání energie z větru jsou postavené na stejných principech jako plachtění na vodě.
Perfektní zvládnutí technik dynamického plachtění umožňuje albatrosům překonávat extrémně dlouhé vzdálenosti i proti větru s minimálním výdejem energie. U albatrosa stěhovavého byla zaznamenána roční uletěná vzdálenost až 120 000 km (albatrosi až třikrát obletěli Jižní oceán). Jiné studie odhadují, že juvenilní albatrosi stěhovaví nalétají v prvních letech svého života cirka 127 000–267 000 km ročně a průměrný albatros stěhovavý během 50 let svého života urazí až 8,5 milionu km. Tyto vzdálenosti představují vůbec nejdelší migrační trasy ze všech živočichů.
Albatrosi dokáží nabrat vítr takřka za jakéhokoliv počasí a pouze ty nejsilnější bouře jim neumožňují vzlétnout. Nevýhoda závislosti na větru je, že v případě bezvětří albatrosi nedokáží letět. Pro vzlet potřebují vítr o síle alespoň 18 km/h. Pokud se chtějí dostat do vzduchu, potřebují nabrat dostatečnou rychlost (podobně jako kluzák). Na souši se rozbíhají, a to nejlépe ze svahu dolů, což je pro ně snazší. Z tohoto důvodu bývá u hnízdišť albatrosů často přítomná jakási „ranvej“, což bývá nezalesněný kus půdy, po kterém se lze snadno rozběhnout při vzletu i dobře manévrovat během přistávání. Na vodě jim k nabrání rychlosti dobře slouží silné nohy se třemi prsty spojené blánou po celé délce. Těmi nejdříve zamáchají pod vodou, čímž naberou základní rychlost, pak zatřepotají křídly a při větší rychlosti jakoby utíkají po vodě. Vzhledem k velikosti křídel je mávání křídly pro albatrosy extrémně náročné.
Přistávání je pro albatrosy energeticky méně náročné, avšak nebezpečnější. Nejsou výjimkou zranění během přistávacích manévrů na souši. Přistávání na vodě bývají snazší – albatros se spustí těsně nad vodu do protivětru a s dozadu roztaženými křídly dosedne nohama napřed, někdy za doprovodu několika zamávání křídel.
Albatrosi dokáží využívat větru nejen k překonávání velkých vzdáleností, ale i k nabrání velké rychlosti. U albatrosa šedohlavého byla zaznamenána vytrvalá rychlost (po dobu kolem 8 h) vodorovného letu 127 km/h, což mu přineslo zápis v Guinnessově knize rekordů. Daný jedinec využil antarktické bouře pro návrat do svého hnízdiště a za méně než 10 hodin urazil více než 1000 km. Autoři studie navíc považují 127 km/h za konzervativní odhad a doplňují, že rychlost albatrosa byla velmi pravděpodobně ještě mnohem vyšší.

#### Anatomické predispozice

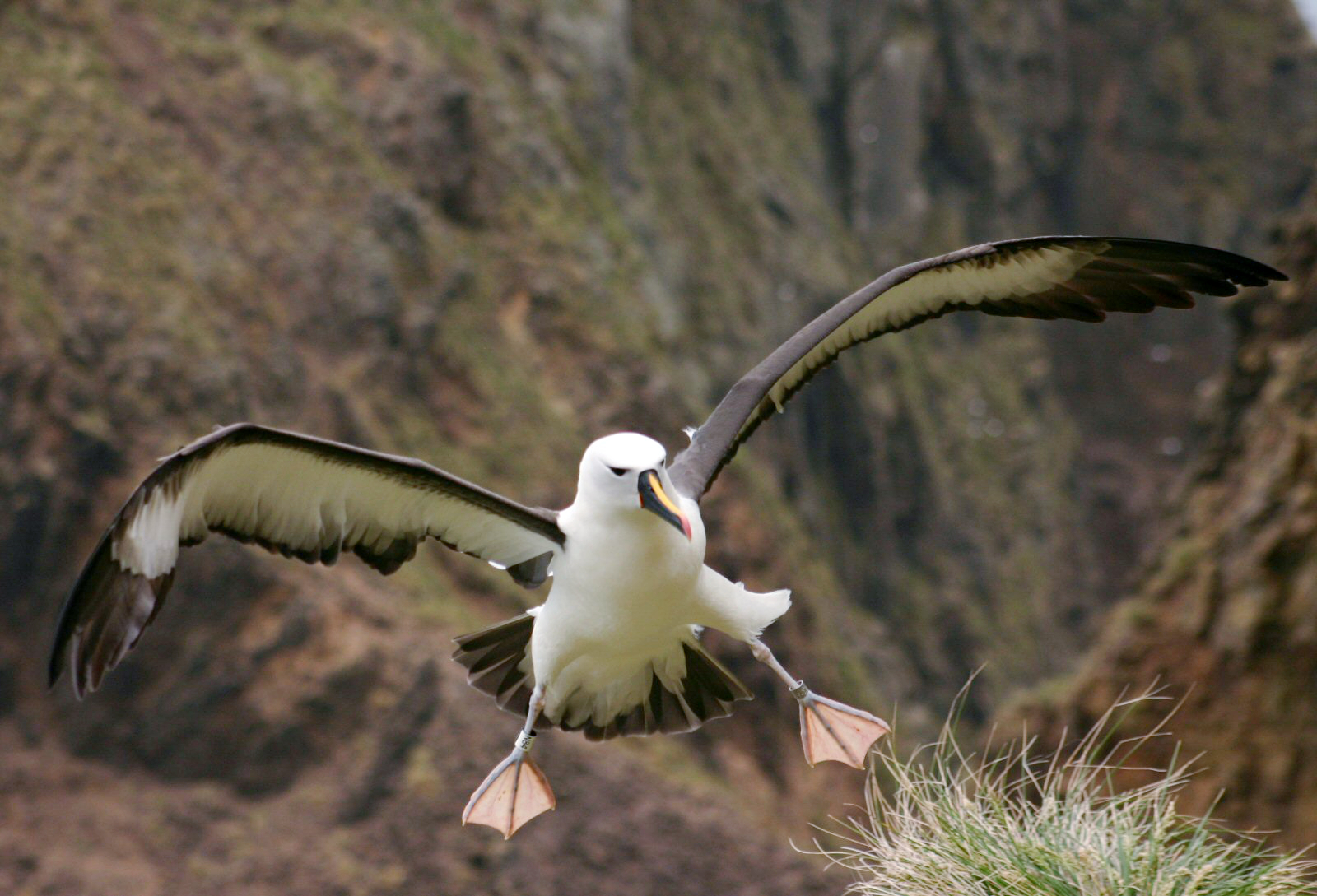
Albatros pestrozobý během přistávání – patrné jsou silné blanité nohy připravené k dosednutí

Obecně platí, že během plachtění (tzn. během letu s absencí pohonu jako je motor či mávání křídel) se všechny objekty nezadržitelně řítí k zemi, avšak pomocí křídel lze tento pád zpomalit. Dá se shrnout, že delší a tenčí křídla jsou při stejné ploše výhodnější než kratší a širší. Albatrosi jsou na plachtění dobře vybaveni i z tohoto hlediska. Jejích křídla představují jedny z nejdelších křídel ze všech ptáků. Rameno, loket, zápěstí a konec křídla mají takřka stejnou délku. Albatrosi mají velmi velký počet sekundárních letek; u albatrosů rodu Diomedea jejich počet dosahuje až 40. Štíhlost křídla (poměr šířky křídla k jeho délce) je u albatrosů jednou z největších ze všech ptáků a u albatrosa stěhovavého dosahuje až 15 (srovn. např. s jiným mořským ptákem a zdatným letcem, příbuzným buřňáčkem Wilsonovým, který má štíhlost křídla pouze 8).
Albatrosi společně se zástupci rodu Macronectes (největší z buřňáků) jsou jedinými ptáky, u kterých je známá přítomnost šlach napojených na prsní svaly, které umožňují „zamknutí“ křídel v jejich roztažené pozici. Tato morfologická zvláštnost umožňuje pasivní udržení křídel v roztažené vodorovné poloze, aniž by při tom docházelo k energetickému výdeji. Ten je potřeba pouze k pohybu svalů během manévrování, což je jen minimálně energeticky náročné. Největší zátěž pro albatrosy představuje vzlet, a to ať už ze země nebo z mořské hladiny. Zatímco srdeční tep během chůze po souši nebo rozletu z vody / země dosahuje až 235 úderů za minutu, během letu dosahuje tep hodnot velmi blízkých srdečnímu rytmu během odpočinku na souši (65 úderů za minutu).

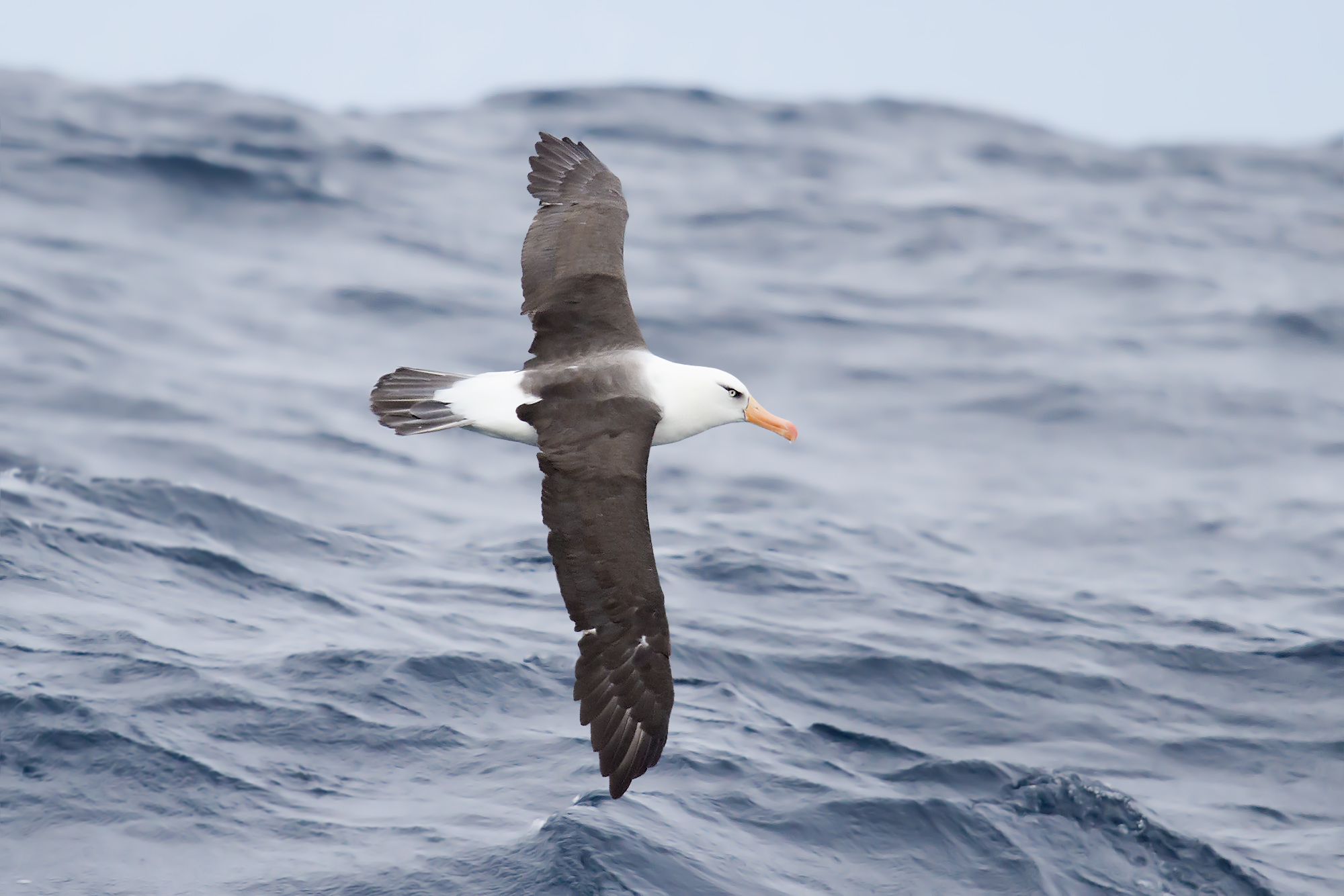
Albatros campbellský plachtící nad hladinou

#### Navigace
První roky života po osamostatnění tráví albatrosi pouze na moři a teprve po několika letech se vrací do své mateřské kolonie. Kolonie se často nachází na velmi malých ostrůvcích uprostřed oceánů, avšak albatrosi nemají problém svou mateřskou půdu ani napoprvé najít. I přes dlouholetou snahu vědců a použití různých výzkumných metod včetně těch experimentálních zůstává způsob navigace albatrosů nerozluštěn. Jelikož čerstvě osamostatnění jedinci se vydávají na moře sami, tzn. bez pomoci rodičů, dá se předpokládat, že lokace mateřského hnízdiště je v nich geneticky zakódována.

### Potrava

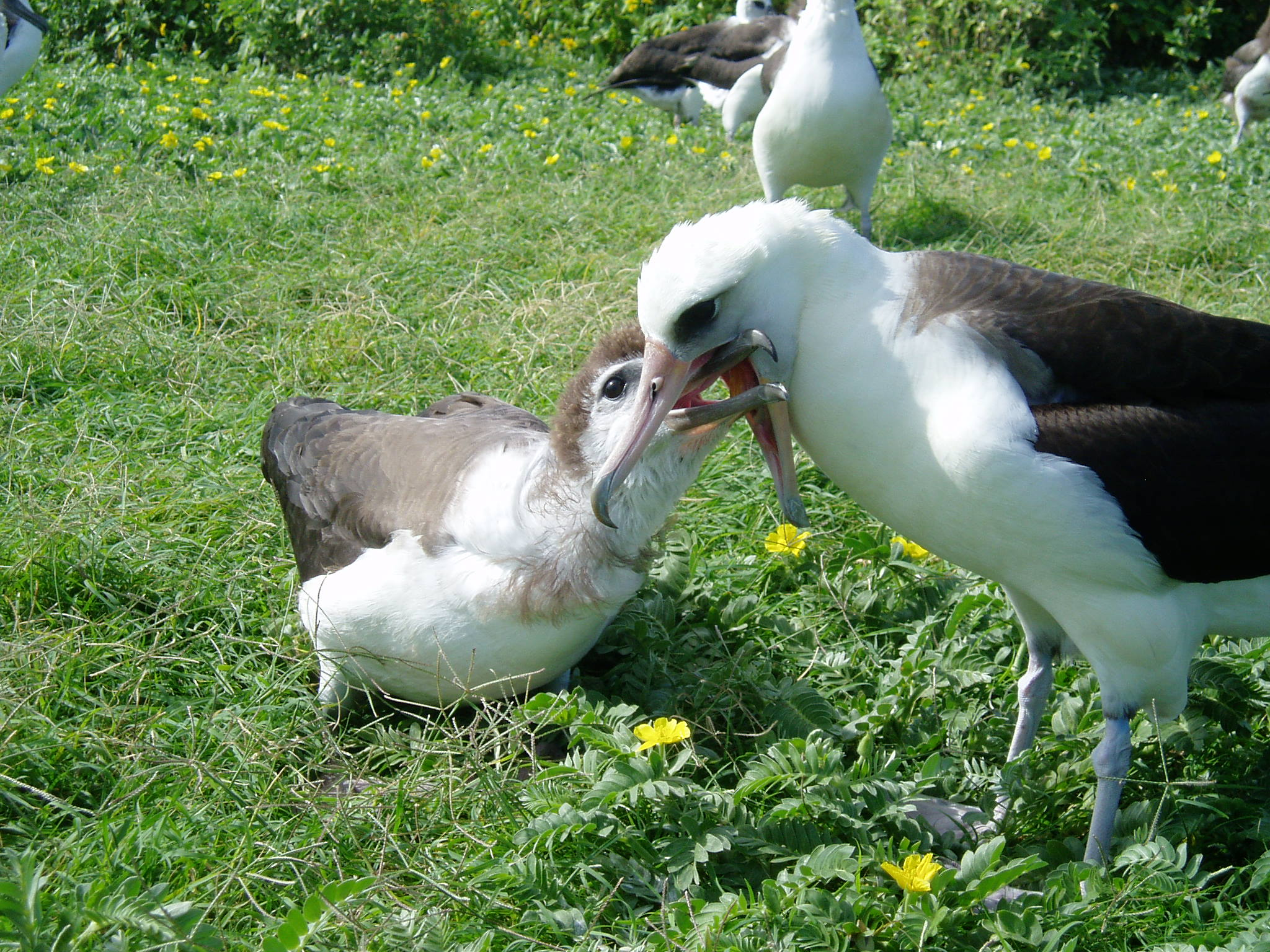
Laysanský albatros při krmení mláděte

U všech druhů albatrosů dominují v jídelníčku desetiramenatci (sépie, olihně, krakatice) následované rybami jako jsou mihulotvaří, letounovití, sardinky (Sardinops) či ropušnicovití. Občas seberou i korýše, kdejaké mršiny a další hlavonožce; v žaludcích albatrosů byly nalezeny stopy mořských řas, rybího potěru, medúz a vnitřností jiných mořských ptáků. Složení jídelníčku se liší především v závislosti na dostupnosti potravy, roli hrají i roční období, pohlaví, věk a druh albatrosa. Např. albatrosi stěhovaví a šedohlaví pojídají hlavně krakatice rodů Kondakovia a Moroteuthis, albatrosi galapážští jedí převážně krakatice rodu Histioteuthis. Albatrosi černonozí se živí hlavně rybami, avšak svá mláďata krmí jikrami letounovitých ryb. Klíčovou součástí jídelníčku albatrosů hnědých a světlohřbetých jsou krunýřovky. Typ potravy je však ovlivněn spíše dostupností než chuťovou preferencí. Příležitostně se živí i mršinami jiných ptáků, např. albatrosi Bullerovi hodují na vnitřnostech jiných mořských ptáků zanechaných po každoročním tradičním lovu ptáků na novozélandském ostrově Titi. U albatrosů galapážských byl zaznamenán kleptoparazitismus.
Albatrosi sbírají potravu hlavně během dne. Nicméně objev vysokého množství rodopsinu (zrakový pigment, jehož vysoké množství je spojováno s nočním viděním) v očích albatrosa laysanského vedlo k domněnce, že alespoň tento druh albatrosa může potravu ve velkém sbírat i v noci. Tuto hypotézu podporovala i skutečnost, že hlavní potravu albatrosů představují krakatice, které jsou často bioluminiscentní, tzn. vyzařují v noci světlo. Nicméně následná studie potravních zvyklostí albatrosů laysanských neshledala, že by tento druh lovil převážně v noci, i když příležitostná krátká noční dosednutí na hladinu, z nichž se dá předpokládat sběr potravy, se děla.
Albatrosi buďto loví živé druhy nebo sbírají mrtvé či polomrtvé živočichy z povrchu hladiny. Pro potravu se však i potápí, a opět závisí na druhu albatrosa, jak často nebo do jakých hloubek. Např. albatros stěhovavý se potápí pouze do maximální hloubky kolem jednoho metru a albatros královský kolem dvou metrů. Oba druhy se přitom potápí pouze výjimečně. Albatros černobrvý a albatros šedohlavý se potápí mnohem častěji a to až do hloubky 6 metrů. Albatros světlohřbetý se však potápí ještě hlouběji; často sestupuje za kořistí do 10m hloubek a byl zaznamenán jedinec, jenž se potopil do hloubky 12,4 m. Studie z roku 2022 přinesla zprávu o tom, že albatros černobrvý byl zaznamenán při ponoru do hloubky 19 m a potopit se umí až na 52 vteřin, což je dosavadní hloubkový i časový rekord mezi všemi albatrosy.
Obecně vzato mořští ptáci nacházejí svou kořist pomocí čichu nebo zraku (a to jak skrz přímý vizuální kontakt s kořistí, tak vizuální lokalizací jiných predátorů hodujících na kořisti). U albatrosů je tomu podobně. Albatros stěhovavý zhruba v polovině případů používá k lokalizaci kořisti čich. U albatrosa černobrvého bylo pozorováno následování kosatek dravých, k čemuž pravděpodobně dochází zásluhou vyplouvání menší kořisti a zbytků jídla v okolí pohybujících se kosatek nahoru k hladině.
Oblast sběru potravy se zásadně liší v tom, zda albatrosi zrovna hnízdí nebo ne. Pokud albatrosi hnízdí, pohybují se „blízko“ kolonie v okruhu několika set až několika málo tisíc kilometrů. Mimo hnízdní období se pohybují prakticky neustále z místa na místo.

### Hřadování a spánek

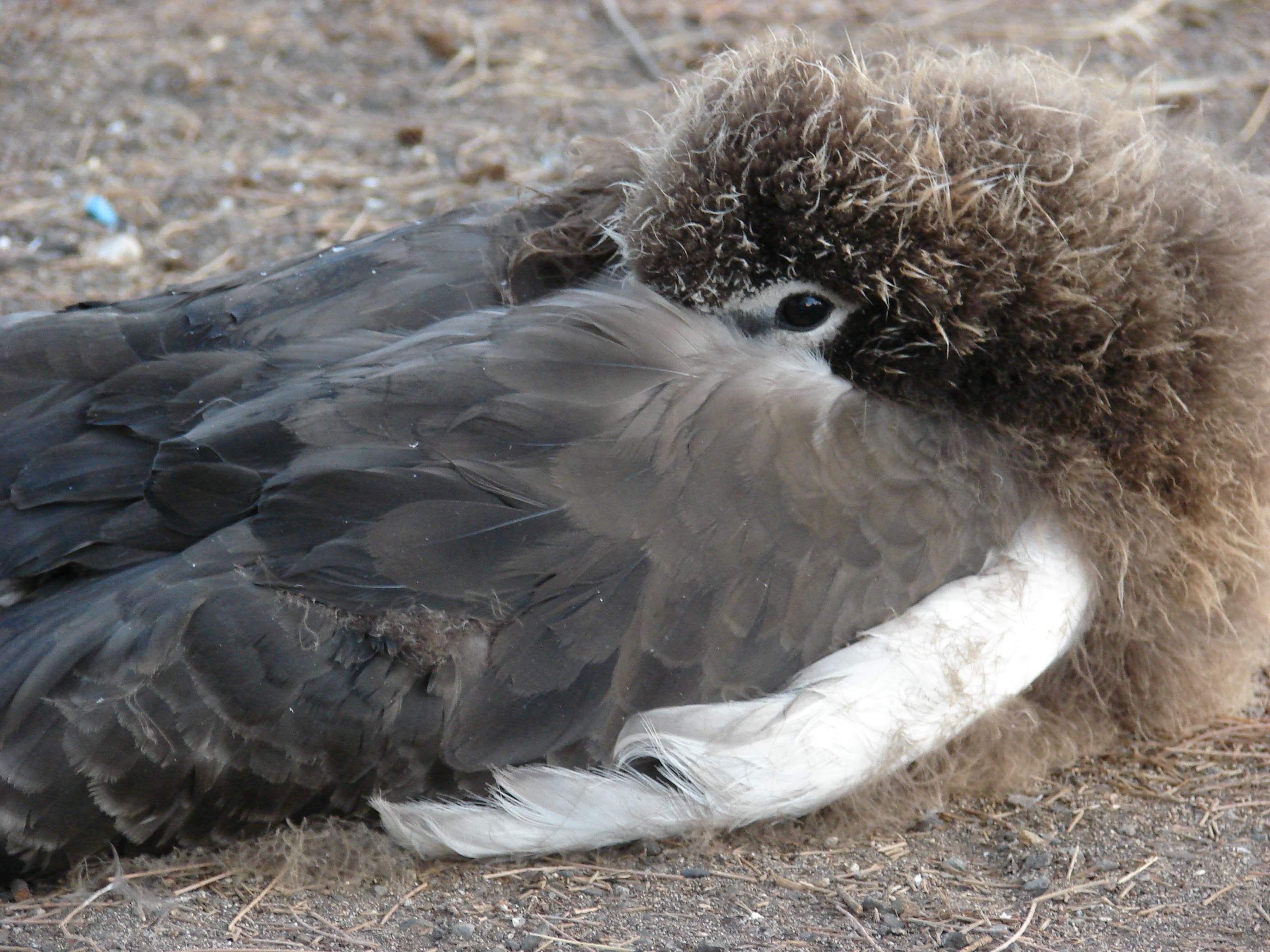
Typická hřadovací pozice albatrosů je se zobákem zastrčeným mezi křídly (zde albatros laysanský na ostrově Midway).

Albatrosi hřadují s hlavou otočenou dozadu a položenou na zádech se zobákem zastrčeným mezi křídly. Lokace hřadování se opět liší podle druhu – např. samci albatrosů šelfových během hnízdění hřadují ve skupinách v závětrných místech daleko od svých hnízd, albatrosi hnědí a světlohřbetí se během hřadování zdržují v blízkosti hnízda nebo přímo u něj a albatrosi Bullerovi v době hnízdění hřadují na vodě.
V historické literatuře se často uvádí, že albatrosi spí za letu. Vzhledem ke vzdálenostem, které dokáží překonat, je tento závěr poměrně logický, nicméně není podpořen vědeckým pozorováním. I když spánek během letu byl dokázán u jiných ptáků, u albatrosů pozorován nebyl a naopak některé studie, které měřily pohyb albatrosů pomocí zařízení GPS, zjistily, že se albatrosi v noci i na několik hodin spouští na mořskou hladinu. Jelikož se albatrosi krmí výhradně během dne, dá se předpokládat, že využívají tato noční dosednutí na mořské hladině ke spánku.

## Výskyt
Většina albatrosů se vyskytuje na jižní polokouli, pouze 3 ze 4 zástupců rodu Phoebastria hnízdí na severní polokouli, a sice albatros černonohý, laysanský a bělohřbetý, kteří si staví hnízda na ostrovech v severním Tichomoří. Čtvrtý zástupce rodu Phoebastria, albatros galapážský, si staví hnízda na Galapágách, konkrétně na ostrově Española, jenž se nachází těsně pod rovníkem při 1° 20' j. š.

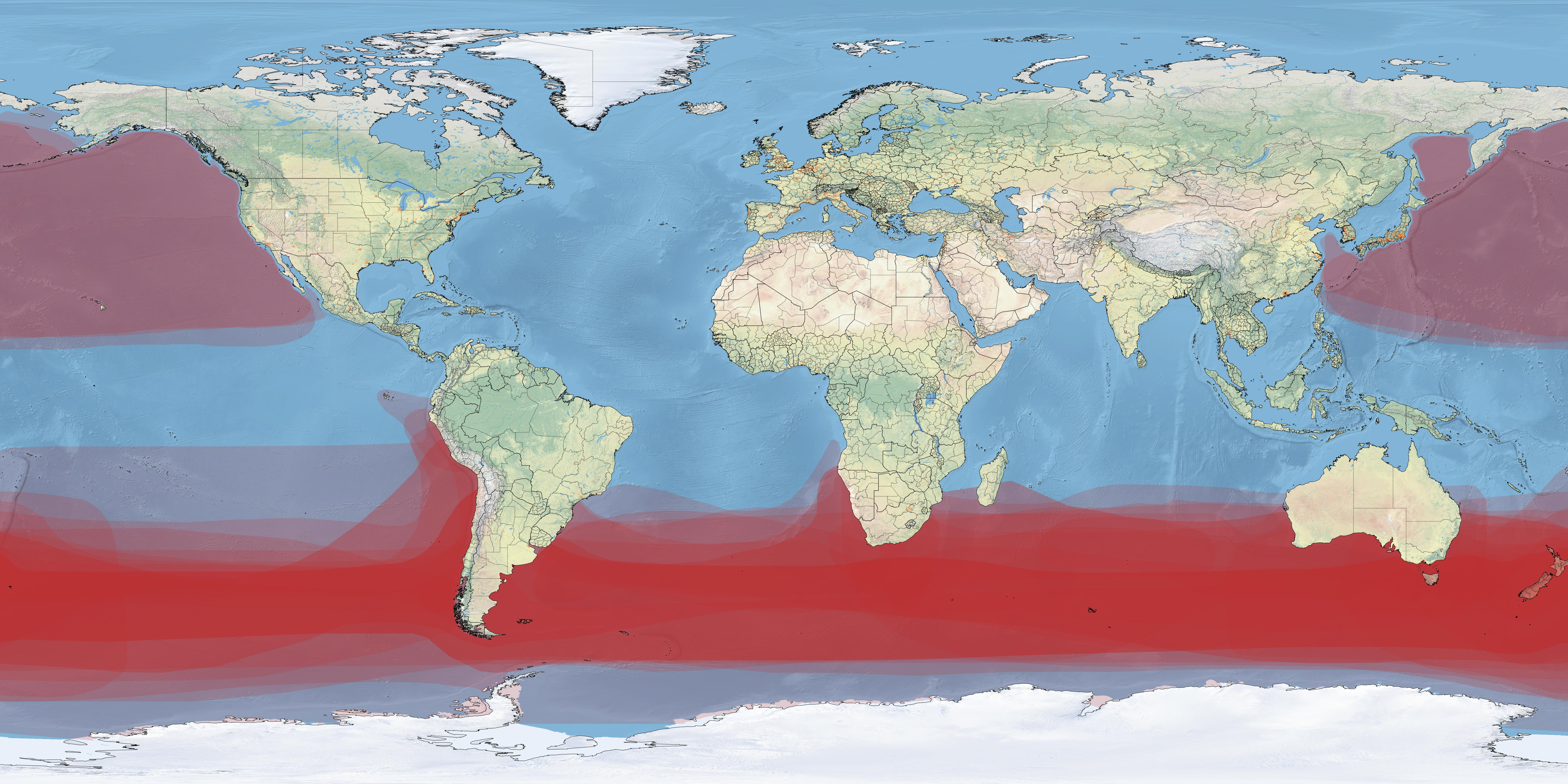
Mapa výskytu albatrosů – čím červenější odstín, tím větší je druhová rozmanitost ve zvýrazněném areálu

V severním Atlantiku se albatrosi nevyskytují, a to patrně z důvodu nedostatku stálých větrů, které albatrosi nutně potřebují k plachtění. Nicméně řada fosilií z oblasti severního Atlantiku dokazuje, že se albatrosi kdysi vyskytovali i v Atlantském oceánu na severní polokouli, a to až do pozdního neogénu (před ~3 miliony lety). Jejich vymizení z této části Země je dáváno do souvislosti s pleistocenním vymíráním.
I když se obecně má za to, že albatrosi žijí pouze na jedné z polokoulí z důvodů nedostatečných větrů kolem rovníku, existují řádově desítky potvrzených pozorování jedinců různých druhů, kteří přeletěli z jižní polokoule na polokouli severní a občas i naopak.
Albatrosi tráví většinu času na moři a k pevninským břehům zalétávají pouze za účelem hnízdění. Většina druhů preferuje otevřené moře nad kontinentálními šelfy, kde je hloubka oceánu ještě relativně malá a potravy je dostatek. V oblastech vysoké hustoty výskytu potravy se albatrosi shromažďují ve velkých skupinách, a to i několik druhů albatrosů najednou. Typickým příkladem mohou být rybářské lodi, které albatrosy lákají na vedlejší úlovky hozené zpět do moře (typicky živočichové, kteří nejsou cílem rybářů). Přirozenými shromaždišti velkého počtu albatrosů jsou oblasti kolem Jihoafrické republiky a Namibie s převládajícím Benguelským proudem a oblast Peruánského proudu při západním pobřeží Jižní Ameriky. Albatros černobrvý, černonohý a galapážský jsou jediné druhy albatrosů, kteří preferují spíše pobřežní vody než otevřené moře.
Ptačí kolonie se ve většině případů nachází daleko od lidské civilizace na odlehlých ostrovech obehnaných širým oceánem. I zde se však najdou výjimky, např. albatrosi Sanfordovi hnízdí na novozélandské pevnině na mysu Taiaroa a albatrosi laysanští hnízdí na malém atolu Midway v těsné blízkosti lidských obydlí. Zatímco některé takové ostrovy jsou pokryty hustou vysokou vegetací, jiné jsou holé s převážně travnatou vegetací.
Jeden ostrov může hostit jeden druh albatrosů (např. na mexickém ostrově Guadalupe hnízdí pouze albatrosi laysanští), na jiných ostrovech může hnízdit i 5 a více druhů (největší diverzitu albatrosů má Campbellův ostrov, kam přilétá hnízdit hned 7 druhů albatrosů). Největší diverzitu albatrosů ze všech zemí má Nový Zéland, na jehož území hnízdí 11 druhů albatrosů a v jeho teritoriálních vodách bylo zaznamenáno 17 druhů. Nový Zéland se proto někdy označuje jako „Hlavní město albatrosů“ (World's albatross capital).

## Ohrožení

### Historické

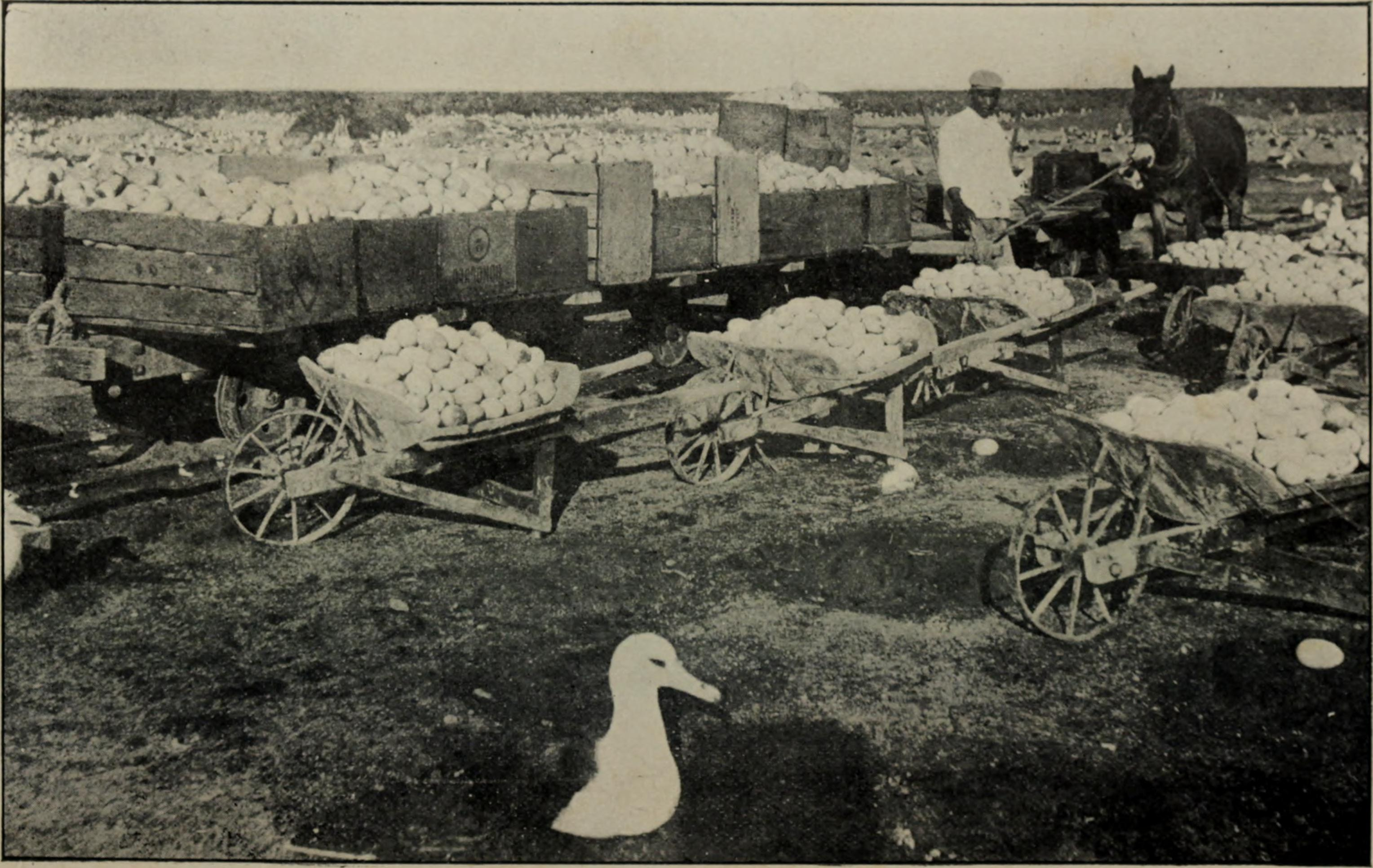
Fotografie z roku 1909 z ostrova Laysan, kde docházelo na přelomu 19. a 20. století k těžbě guána a sběru vajec, jejichž bílek byl využíván pro albuminový tisk

Od počátku evropských mořeplaveckých výprav v 15. století začala populace albatrosů pociťovat negativní dopady lidských aktivit. Tyto negativní dopady vrcholily v 19. století v době největšího rozmachu mořeplaveb a kolonizace, kdy se po oceánských vodách pohybovala spousta lodí vezoucích pasažéry na dlouhých cestách mezi kontinenty. Nejednou se stalo, že lodě ztroskotaly u vzdálených ostrovů a ztroskotaným pomohlo přežít hodování na albatrosech a jejich vejcích. Albatrosi byli i masivně stříleni z lodí pro pobavení lodních pasažérů na cestě do evropských kolonií, což bylo často povzbuzováno lodními kapitány. Vejce byla ve velkém sbírána pro zpestření jídelníčku nových osadníků (především na Falklandách) i lovců lachtanů a velryb (především na subantarktických ostrovech jako Macquarie či Campbellův ostrov). Jak o střílení albatrosů tak o sběru vajec však nejsou bližší historické doklady, takže konkrétní statistiky chybí. Předpokládá se však, že populace albatrosů cca mezi lety 1800–1870 značně poklesla.
Ostrov Laysan nedaleko Havajských ostrovů byl využíván i k těžbě guána, které se používalo jako hnojivo. Odhaduje se, že mezi lety 1890–1910 bylo z ostrova vytěženo a odvezeno zhruba půl milionu tun guána. Vedle guána byla odvážena i albatrosí vejce. Jejich bílek byl žádanou surovinou při albuminovém tisku, historické fotografické technice pro vyhotovování pozitivů z negativu. Vejce však byla vyhledávána i mezi sběrateli vajec, jakýmisi předchůdci pozorovatelů ptáků, kteří se začali objevovat od 80. let 19. století.
Vůbec největší masakry albatrosů se odehrály na přelomu 19. a 20. století na Havajských ostrovech, které se staly centrem nájezdů japonských překupníků peří. Peří mořských ptáků tehdy bylo ve vysoké poptávce ze strany módního (použití na ozdoby a dekorace) a nábytkářského průmyslu (náplň peřin). Překupníci vedle Havaje působili i na dalších tichomořských ostrovech. Populace albatrosů laysanských, černonohých a bělohřbetých tehdy utrpěly devastující pokles. I když přesné záznamy o počtu zabitých albatrosů neexistují, tak podle odhadů bylo na pacifických ostrovech mezi lety 1897–1914 usmrceno přes 3,5 milionu mořských ptáků. Jeden muž dokázal zabít a oškubat 200 ptáků denně. Na ostrově Torišima, kde se nachází kolonie albatrosů bělohřbetých a černonohých, bylo jednu dobu zaměstnáno 300 lidí, kteří dokázali zabít kolem 300 tisíc ptáků během jediné sezóny. Pokud mláďata nebyla usmrcena hned, často umřela následkem vyhladovění, když byli zabiti jejich rodiče.
Albatrosi bělohřbetí byli takto téměř vyhubeni. Je možné, že se v minulosti jednalo o nejrozšířenější druh albatrosa v severním Tichomoří. Po nájezdech překupníků peří v prvních desetiletích 20. století se jejich populace snížila na absolutní minimum a od roku 1932 albatrosy bělohřbeté na mnoho let nikdo nespatřil a druh začal být považován za vyhynulý. Obchod s peřím mezitím ustal a v roce 1951 se objevila desítka jedinců zpět na ostrově Torišima. Tito jedinci se patrně vylíhli v roce 1931, takřka 20 let strávili na širém moři, a teprve po 20 letech se vrátili zahnízdit do místa svého rodiště (je nicméně pravděpodobné, že se vrátili již dříve, avšak nenalezli vhodné hnízdící podmínky a odletěli tak zpět na moře). Populace se začala pomalu zotavovat a v hnízdním období 2013/2014 byl počet jedinců odhadován na 4200.

### Novodobé

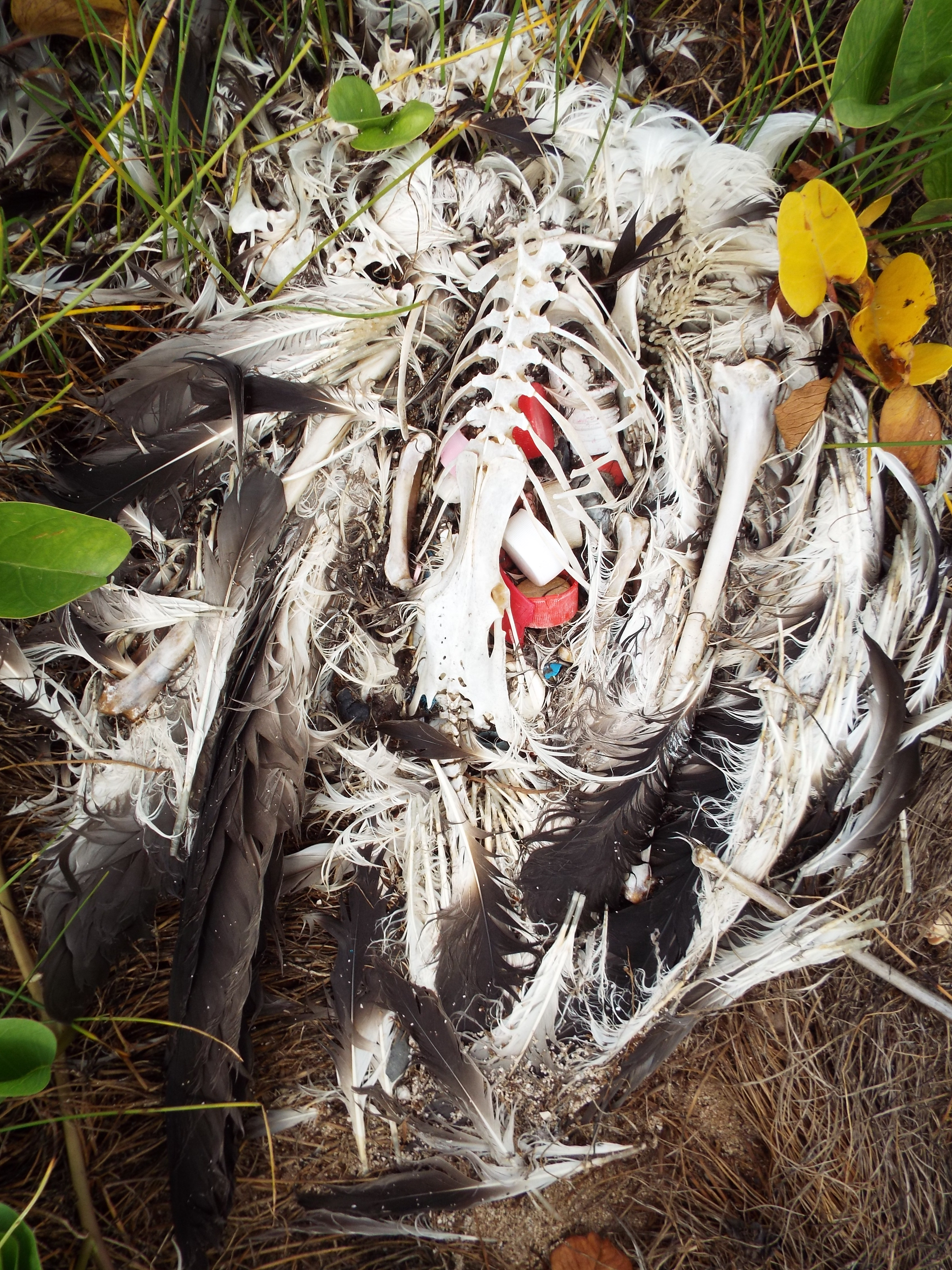
Pozůstatky laysanského albatrosa, který patrně zemřel následkem požití většího množství plastových víček

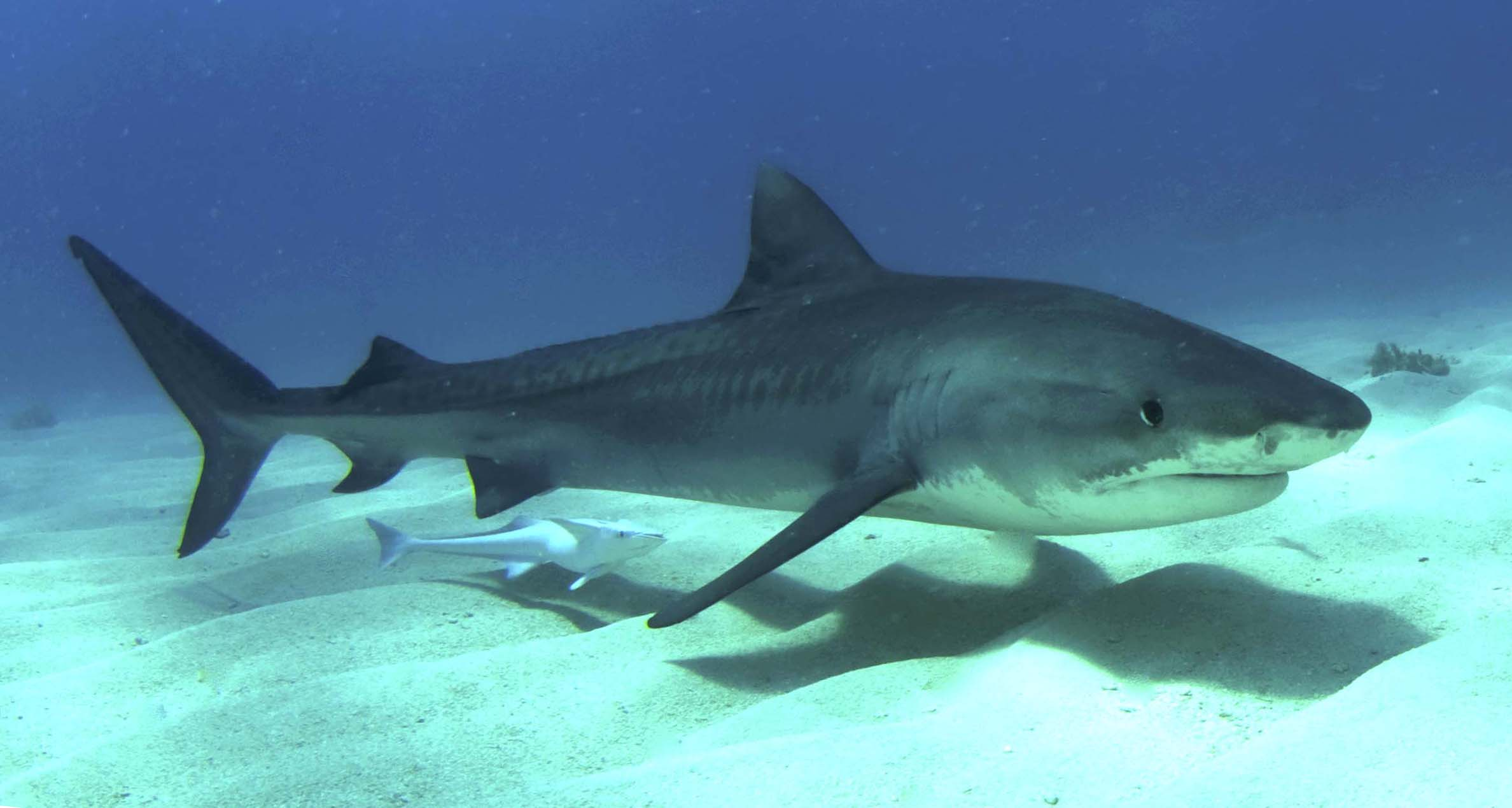
Žralok tygří představuje jednoho z mála přirozených predátorů albatrosů

Čeleď albatrosovitých je jednou z nejohroženějších a nejzranitelnějších čeledí ze všech ptáků (společně s tučňáky a buřňáky). I když ne všechny druhy albatrosů jsou na ústupu, albatros stěhovavý, šedohlavý a černobrvý, kteří dohromady reprezentují až 50 % globální populace albatrosovitých, zaznamenali mezi lety 1982–2017 populační pokles 40–60 %. Na vině rapidního úbytku populace jsou především rybolov na dlouhou lovnou šňůru (částečně i rybolov vlečnými sítěmi), kde albatrosi umírají jako nechtěné vedlejší úlovky, a důsledky změny klimatu.
K roku 2017 bylo 18 z 22 druhů albatrosů klasifikováno na nějakém stupni ohrožení. K nejohroženějším populacím patří albatrosi jižní poddruh antipodensis, jejichž úbytek mezi lety 2004–2019 byl tak razantní, že jim hrozí faktické vyhynutí do roku 2040–2050. Dalším akutně ohroženým druhem je např. albatros pestrozobý, jehož populace se mezi lety 1946–2018 zmenšila o 50–79 %. Podle hodnocení IUCN představují k roku 2018 nejohroženější druhy albatros tristanský, jehož populace za poslední 3 generace poklesla až o 96 %, a albatros galapážský s poklesem počtu jedinců 30–49 % během tří generací. Oba druhy jsou k roku 2020 jako jediní zástupci albatrosovitých hodnoceny jako kriticky ohrožené.
Aktuálně největší ohrožení albatrosů představuje komerční rybolov, a to především rybolovné techniky dlouhých lovných šňůr a částečně i vlečných sítí. Rybolov pomocí dlouhých lovných šňůr probíhá tak, že rybářská loď za sebou táhne dlouhou šňůru, na které jsou umístěny návazce s rybářskými háčky s návnadou. Hlavní šňůra může měřit až 100 kilometrů a může mít až 10 tisíc háčků. Každých 12–24 hodin je navinuta zpět na rybářskou loď, chycené ryby jsou zpracovány a poté je šňůra vržena zpět do moře. Problém je v tom, že albatrosi vidí návnadu přichycenou na háčku (případně chycenou rybu), a chtějí jí sebrat. Po skousnutí se jim háček zachytne v zobáku a albatros je tažen pod hladinou, dokud se neutopí. Nebezpečí představují i lana rybářské techniky, do kterých se albatrosi často zamotávají a umírají, což vedle lodí chytajících pomocí lovných šňůr platí i u lodí s vlečnými sítěmi. Přesné počty takto zabitých albatrosů je těžké odhadnout, nejčastěji se udává 100 tisíc usmrcených albatrosů ročně.

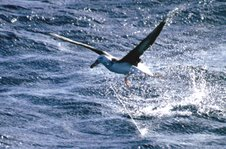
Albatros chycený do háčku při rybolovu na dlouhou lovnou šňůru

Toto číslo je alarmující hlavně proto, že albatrosi mají velmi nízkou reprodukční rychlost. Pohlavní dospělosti dosahují velmi pozdě a jejich závazek jednomu partnerovi spolu s několik let trvajícími zásnubními tanci znamená, že v případě smrti albatrosa trvá zbylému partnerovi roky, než si najde nového partnera a začne se znovu pářit. Někteří albatrosi si po smrti partnera nenajdou náhradu vůbec. Na dospělci je navíc často závislé mládě, které při smrti jednoho z rodičů většinou umírá.
Další vážnou hrozbou pro albatrosy představují globální změny klimatu. Ty se citelně projevují právě v polárních oblastech, domovině albatrosů. Globální oteplování s sebou přináší mj. zvyšování povrchové teploty mořské vody, což je spojováno se změnami chování mořských živočichů, takže mořským ptákům se nedaří nalovit tolik potravy a tím se snižuje jejich hnízdní úspěšnost. Změny větrných vzorců mají rovněž vliv na distribuci albatrosů, nicméně přesné důsledky je složité určit, protože např. u albatrosa stěhovavého byl naopak zaznamenán lepší poměr vyvedených mláďat v souvislosti se změnami větrných vzorců v Indickém oceánu. Průtrže mračen a změny v distribuci dešťů mohou v budoucnu způsobovat větší a rychlejší erozi půdy a následnou ztrátu vegetace a tím hnízdního habitatu albatrosů. Nárůst teplot bude také znamenat větší šanci na šíření infekčních nemocí. Populace albatrosa chathamského zaznamenala pokles následkem změny klimatu, a sice především vlivem většího sucha a zvýšené teploty, které od 70. let 20. století zabíjí mláďata i dospělé jedince.

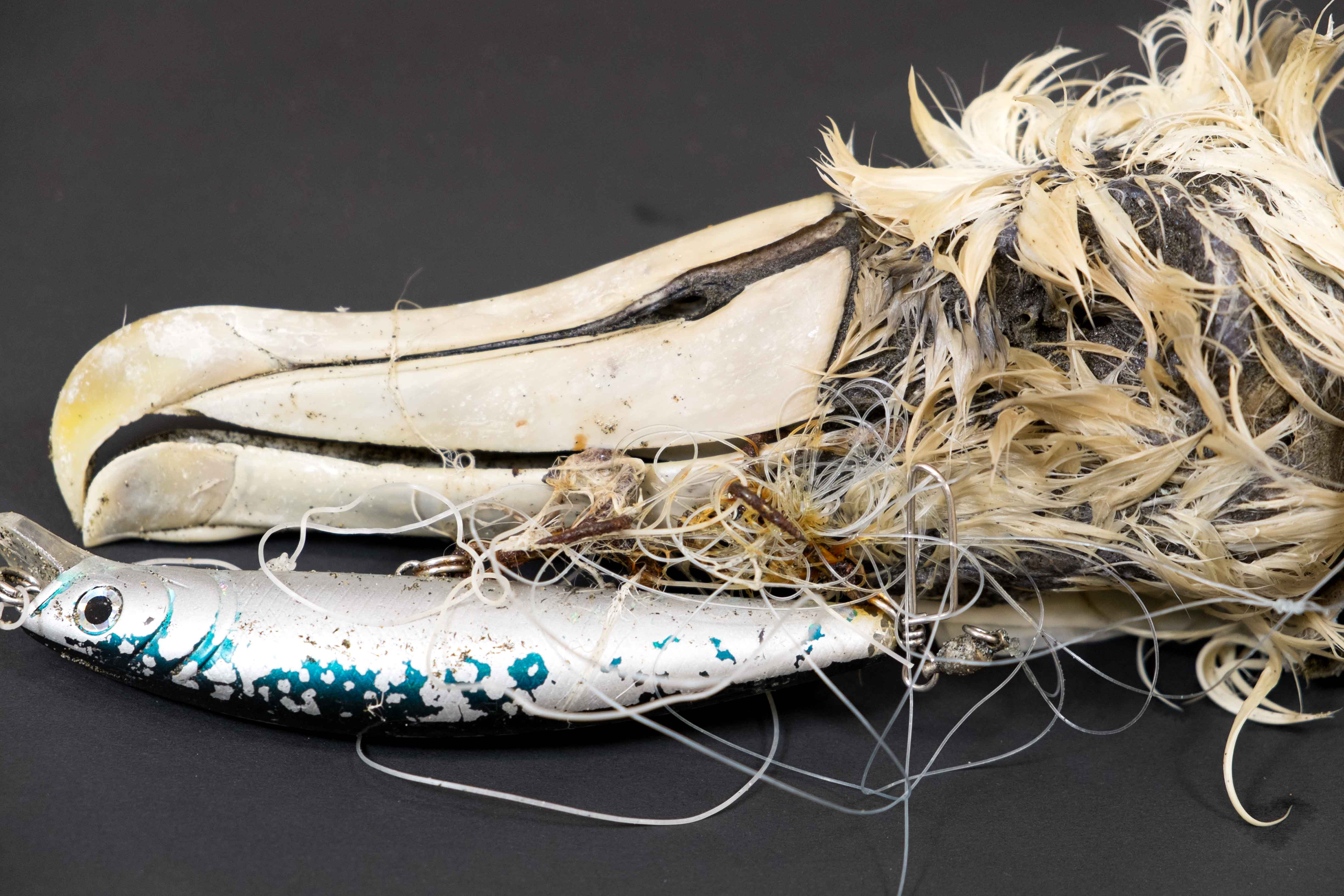
Lebka albatrosa šelfového se stále zamotanou rybářskou šňůrou s háčkem

Řadu kolonií negativně ovlivňují invazivní druhy zavlečených živočichů, především hlodavců (konkrétně krys obecných, krys ostrovních, potkanů a myší domácích) a šelem (hranostajů a zdivočelých koček). Náchylná na predaci jsou především mláďata. Albatrosi nemají vyvinuté obranné mechanismy proti predátorům a zatímco jsou pomalu požíráni i tak malým predátorem jako je myš, sedí v poklidu dále na hnízdě, dokud nejsou doslova sežráni zaživa. Situace je zvláště alarmující na Goughově ostrově, kam byly myši domácí zavlečeny v 19. století námořníky. U těchto myší došlo k velmi rychlé adaptaci na místní podmínky a do počátku 21. století myši zdvojnásobily až ztrojnásobily svou průměrnou velikost, takže dokonce představují populaci největších myší domácích na světě, a jsou převážně masožravé. Kromě mláďat albatrosů začaly dokonce napadat i dospělce. Problém s myšmi domácími je i na ostrově Marion. I když myši byly na těchto ostrovech již někdy od 18. či 19. století, problémy s nimi jsou teprve relativně nové. Vědci je dávají do souvislosti s globálním oteplováním, které přináší mírnější zimy, což způsobuje větší rozšíření myší (a na dalších ostrovech i jiných introdukovaných hlodavců). Přemnožené populace mají za následek zdecimování populací místních bezobratlých a dalších tradičních zdrojů potravy, pročež se myši začnou poohlížet po novém potravním zdroji, v tomto případě albatrosech.
Divoká prasata a jeleni v některých oblastech způsobují destrukci habitatu albatrosů. Byly zaznamenány i útoky psů na albatrosy. Invazivní druhy rostlin rovněž mohou negativně ovlivnit albatrosí populace, protože mění jejich hnízdní habitat.
K dalším novodobým hrozbám patří šíření infekčních nemocí, které nicméně nepředstavují tak velkou hrozbu jako u některých jiných ptáků, protože albatrosi žijí na odlehlých neobydlených ostrůvcích a do pravidelného styku přicházejí jen s ostatními mořskými ptáky. Za nejvýznamnější ptačí nemoc, která by mohla ohrozit populaci albatrosů, je považována ptačí cholera. Ta napadla na počátku 21. století populaci albatrosů na ostrově Nový Amsterdam, pročež vědci vyvinuli vakcínu a započali s vakcinací tamější populace.
Albatrosi jsou negativně ovlivňováni i znečištěním plasty, nicméně pro přesnější určení vlivu plastového znečištění na jejich populaci je potřeba další výzkum. Poslední studie však ukazují, že tato příčina umírání byla doposud podceňována; podíl ingesce plastů na úmrtnosti na pobřeží se u albatrosů jižní polokoule odhaduje na 3,4–17,5 %. Olejové skvrny a turismus mají na albatrosy rovněž negativní vliv.

### Přirození predátoři
Vzhledem k tomu, že albatrosi tráví většinu života plachtěním nad otevřeným mořem, mají pouze malý počet přirozených predátorů. K nim patří žralok tygří. U Havajských ostrovů loví zejména juvenilní jedince, kteří se v mělké vodě v blízkosti kolonie učí létat. Odhaduje se, že žraloci mají každoročně na svědomí až 10 % tamějších mláďat.
Bylo zaznamenáno, jak buřňák Hallův plení hnízda a zabíjí mláďata albatrosa stěhovavého. Je možné, že právě plenění hnízd buřňáky je příčinou poklesu poměru úspěšného vyvedení mláďat albatrosů stěhovavých na ostrově Marion. Jelikož podobná pozorováni jsou výjimečná, je možné, že se buřňáci naučili plenit hnízda až po nedávné invazi myší, jež napadají a oslabují mláďata, která představují pro buřňáky snadnější kořist. K dalším přirozeným pleničům hnízd patří chaluhy, které napadají zejména mláďata krátce po vylíhnutí. V Jižní Georgii bylo sledováno 16 mláďat albatrosů šedohlavých, z nichž 7 bylo usmrceno chaluhami předtím, než mláďata stačila vzlétnout na moře.
Stejně jako u většiny ostatních trubkonosých, i u albatrosích mláďat dochází v případě nebezpečí k vyvržení žaludečního oleje, který silně zapáchá a má za cíl predátora odradit.

## Ochrana

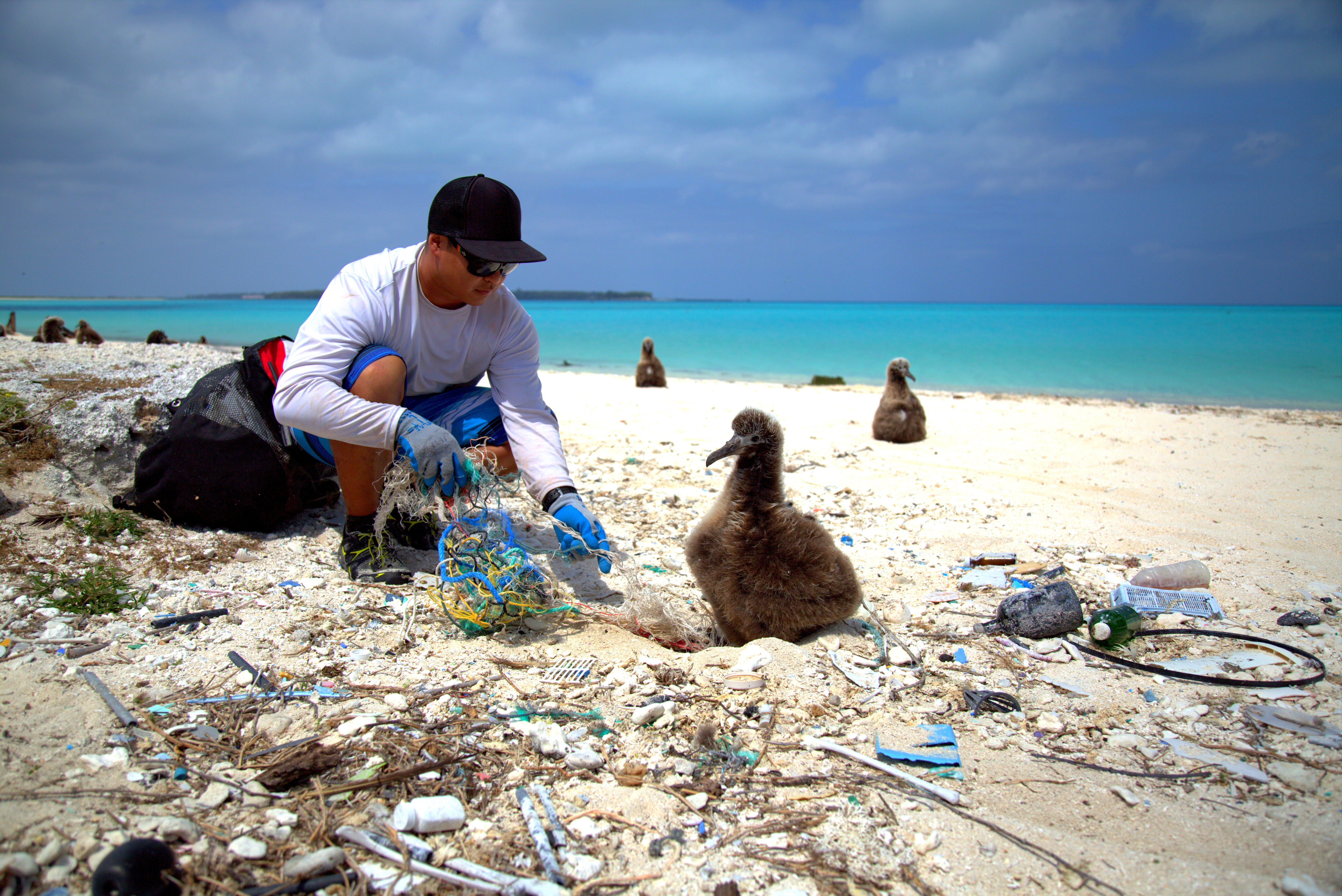
Ochranář na ostrově Midway snažící se vyprostit mládě albatrosa laysanského ze spleti plastových vláken

Plošná ochrana albatrosů je velmi problematická, protože k efektivní ochraně je potřeba koordinovaná spolupráce mezi mnoha státy na několika kontinentech. Jen hnízdní kolonie se nachází v jurisdikcích 12 států. Klíčový problém je, že albatrosi létají za potravou po většině mořské plochy jižní polokoule a přichází do kontaktu s rybářskými loděmi ještě z mnohem více zemí. V roce 2001 proto vznikla Dohoda o ochraně albatrosů a buřňáků, kterou k roku 2020 podepsalo 13 zemí. Cílem dohody je zastavit úbytek albatrosů a dalších trubkonosých na jižní polokouli – dohoda však poznamenává, že i albatrosi ze severní polokoule mohou mít z dohody v budoucnu užitek.
Nejefektivnější způsob, jak ochránit albatrosy před smrtí během rybářských operací, je pomocí zastrašujících sytě zbarvených lan či plastových trubek (též známá jako „lana tori“, anglicky tori lines; tori v japonštině znamená „pták“). Tyto trubky volně visí z hlavní lovné šňůry mezi navijákem a bodem, kde se lano potápí pod hladinu. Účelem těchto lan je zastrašit albatrosy i jiné mořské ptáky od přibližování se k lanům. K nejvyššímu počtu úmrtí mořských ptáků totiž dochází v těsné blízkosti zádí lodí, když je hlavní lovná šňůra s kořistí vytahována zpět z moře na loď. Tímto poměrně jednoduchým způsobem jsou vedlejší úlovky v podobě mořských ptáků sníženy na minimum. Data z Uruguaye dokládají redukci počtu zabitých ptáků při použití lan tori o 85 %, z Brazílie až o 97 % a z Namibie o 99 %.

Princip použití šňůr se stuhami (v oranžové barvě), které odstrašují albatrosy a snižují oběti mezi ptáky na minimum

Co se týče změn klimatu, tak to je mimo rozsah sil ochranářů, a tak se zaměřují hlavně na zmírnění dopadů klimatických změn. Např. na Havajských ostrovech se ochranáři snaží o založení kolonií albatrosů černonohých a laysanských ve vyšších nadmořských výškách, aby tak kolonie byly v bezpečí před vzrůstající hladinou oceánů. Oba druhy totiž mají kolonie jen nízko nad hladinou moře a v roce 2011 proto došlo k jejich smetení vlnou tsunami, která zabila kolem 2 tisíc dospělců a až 110 tisíc mláďat. Ochranáři se následně rozhodli přemístit skupinu mláďat do vyšších poloh ostrova Oahu, kde je sami vyvedli až do jejich úplného osamostatnění s tím, že se albatrosi na toto místo jednou vrátí a založí novou kolonii. Tato nová potenciální kolonie již disponuje i plotem proti invazivním druhům savců.
K hlavním obranných prostředkům proti invazivním druhům patří jejich úplné nebo částečné vyhubení, ohrazení kolonie albatrosů plotem proti predátorům nebo případně jen zvýšená kontrola predátorů v místech kolonií. Např. v roce 2001 proběhla na Campbellově ostrově na tehdejší dobu největší hubitelská akce potkanů na světě a následující dvouletý průzkum prokázal, že z 200 tisíc potkanů akci nepřežil ani jeden. Potkani byli vyhubeni pomocí granulí obsahující účinnou látku brodifakum, která byla shazována z helikoptér. Celkem bylo takto rozneseno 120 tun jedu po celé ploše ostrova. K podobným snahám dochází na Goughově ostrově a ostrově Marion, kde se ochranáři snaží o vyhubení myší.

## Vztah k lidem

### Domorodé kultury

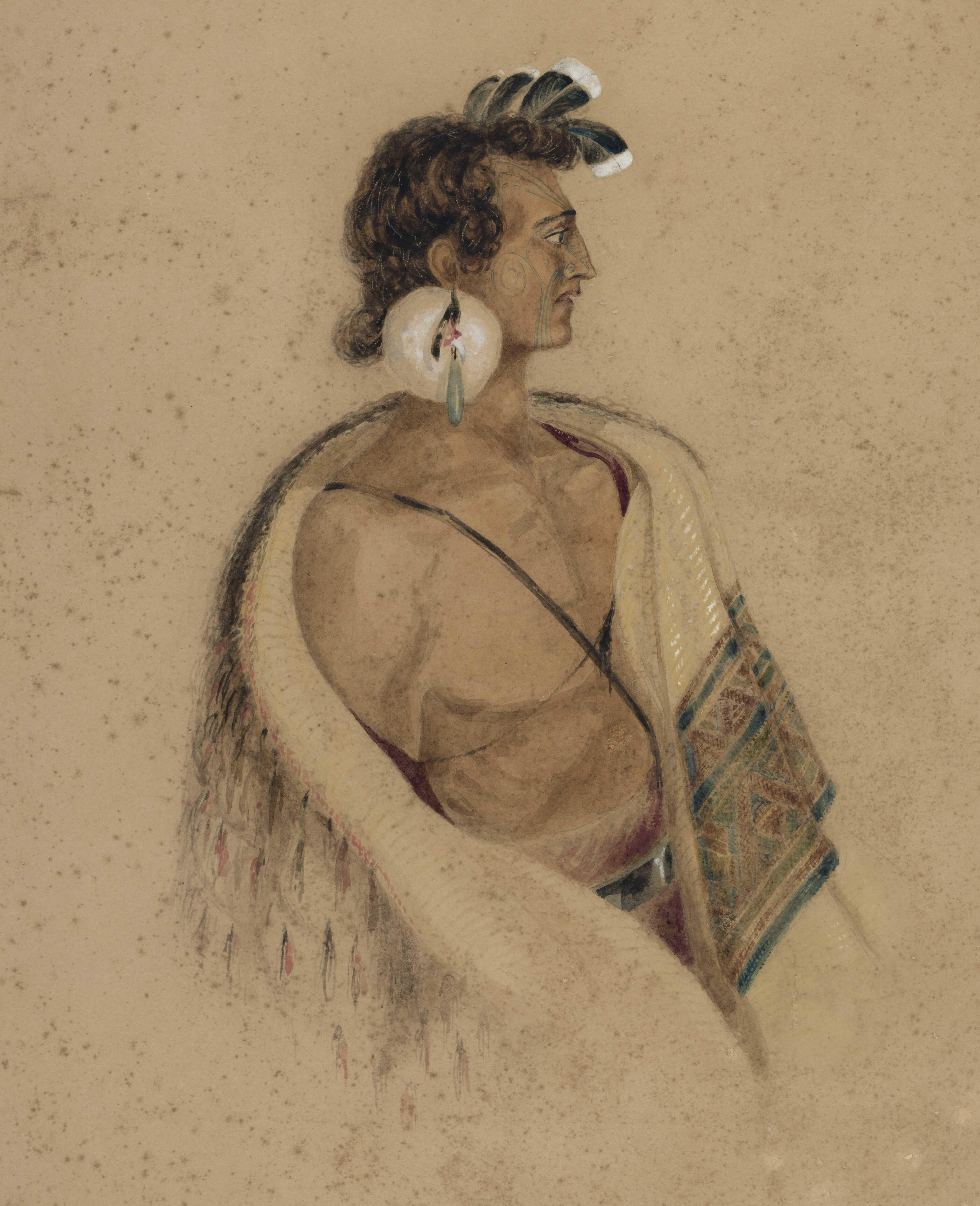
Maorský válečník s kulatým bílým ornamentem zvaným pōhoi toroa, který je vyroben z albatrosího peří (kresba Charlese Heaphyho, 1840)

V kultuře novozélandských Maorů jsou albatrosi symbolem krásy a síly a zastávají prominentní postavení mezi ostatními ptáky. Maorové zdobili kresbami albatrosů své jeskyně a stavby a s oblibou nosili jejich peří (zvané raukura), které bylo Maory považováno za taongu, čili „posvátný klenot“, který byl vysoce ceněn. Peří bylo symbolem vysokého postavení člena kmene. Vyráběly se z něj kulaté ozdoby uší zvané pōhoi toroa. Někdy sloužilo i ke zdobení přídí válečných kánoí (waka taua). Z kostí albatrosů se vyráběly flétny a ostré albatrosí kůstky se používaly jako ostří tetovacích nástrojů. Kosti byly též hojně využívány jako rybářské háčky. Albatrosi byli i pojídáni; oblíbeným receptem Maorů bylo nakládání ptáků ve vlastním tuku a odložení masa pro pozdější konzumaci.
V havajské mytologii jsou albatrosi laysanští považování za manifestaci předků (aumakua). Objevují se v četných příbězích a jejich důležitou roli v havajské mytologii dokládá již samotný název pro albatrosy laysanské v domorodém jazyce, který je Aaia-nukea-nui-a-Kane, což v překladu znamená „Velký bílý albatros Kānův“ (Kāne je nejvyšším božstvem havajských mýtů).
V japonské mytologii je albatros nazýván aho dori, což doslova znamená „hloupý pták“. Odkazuje to k tomu, že albatrosi nemají vyvinuté reflexy proti predátorům, čehož lidé v minulosti hojně využívali.

### Západní svět
Následkem specifického geografického rozšíření nebyli albatrosi známí obyvatelstvu Evropy až do doby počátku zámořských výprav v 15. století. První známá historická zmínka o albatrosech pochází z roku 1593 z pera anglického námořníka Richarda Hawkinse. Hawkins ve svých zápiscích popsal „ptáky dvou barev, někteří bílí, jiní šedí; se třemi klouby na každém křídle; z jednoho konce křídla na konec druhý měřili dva sáhy“ [3,6 m]. Albatrosi poté začali pronikat stále více do zápisků námořníků ze 17. a 18. století a postupně si získali pověst mýty opředených tuláků, kteří v sobě nesou duše zemřelých námořníků a zabití albatrosa by proto přineslo smůlu a neštěstí. Ornitolog Carles Carboneras o albatrosech dokonce hovoří jako o „nejlegendárnějších ze všech ptáků“.

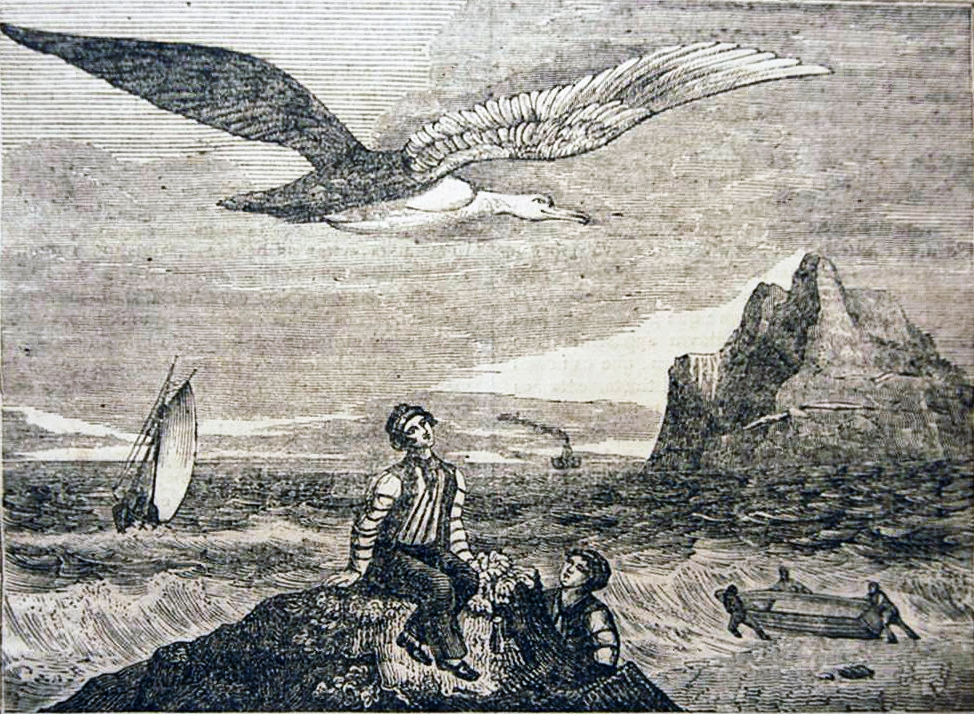
Romantické zobrazení albatrosa na dřevorytu z roku 1837

Pověsti a pověry kolem albatrosů a zmínky v literárních dílech vyvrcholily v baladě Píseň o starém námořníkovi (1798) anglického romantického básníka Samuela Taylora Coleridge. V této baladě vystupuje albatros jako průvodce a ochránce námořníků. Když ho jeden z námořníků bezdůvodně zastřelí, loď začne být pronásledována tajemnými přírodními silami, které přivodí smrt většině posádky. K dalším známým literárním dílům inspirovaným albatrosy patří báseň „Albatros“ (L'albatros) francouzského básníka Charlese Baudelaira, která vyšla ve sbírce Květy zla.
Pověsti opřádající albatrosy nicméně nezabránily tomu, aby byli námořníky loveni coby snadno dostupná potrava. Anglický botanik Joseph Banks, který se účastnil druhé plavby Jamese Cooka (1772–1775), dokonce ve svých zápiscích zmiňuje recept, jak nejlépe albatrosa upravit. Banks doporučoval naložit albatrosí maso přes noc do slané vody a ráno nejdříve krátce povařit a poté podusit v hrnci s trochou vody do úplného změknutí a podávat s pikantní omáčkou.
V novodobé historii se albatrosi stali populárním cílem pozorovatelů ptáků. Řada měst nabízí pravidelné výlety na lodích, během kterých je možné ptáky spatřit; k jejich nalákání se používají ryby a jejich odřezky. Mezi destinace, kde lze ptáky pozorovat, patří australské Monterey, Wollongong, Sydney, Port Fairy, Hobart, novozélandský Dunedin a Kaikoura nebo jihoafrické Kapské Město. Některá místa přitom mohou každoročně lákat velký počet turistů a být tak ekonomickým zdrojem pro místní komunity. Např. albatrosi na novozélandském mysu Tairoa přilákají každoročně kolem 40 tisíc turistů.
Po albatrosech byla pojmenována řada firem, lodí a letadel, např. německý výrobce letadel Albatros Flugzeugwerke a jeho řada letadel Albatros, hydroplány Grumman HU-16 Albatross nebo jedno z prvních letadel poháněných lidskou silou Gossamer Albatross. V českém prostředí je znám například román Albatros spisovatele Františka Flose, podzvukový cvičný letoun Aero L-39 Albatros a nakladatelství Albatros.